# Llista d'asteroides (436001-437000)
Llista d'asteroides del 436.001 al 437.000, amb data de descoberta i descobridor. És un fragment de la llista d'asteroides completa. Als asteroides se'ls dona un número quan es confirma la seva òrbita, per tant apareixen llistats aproximadament segons la data de descobriment.

## 436001– 436100
| Nom    | Designació provisional | Data de descobriment   | Lloc de descobriment | Descobridor/s        |
| ------ | ---------------------- | ---------------------- | -------------------- | -------------------- |
| 436001 | 2009 FR50              | 28 de març de 2009     | Kitt Peak            | Spacewatch           |
| 436002 | 2009 FF51              | 28 de març de 2009     | Kitt Peak            | Spacewatch           |
| 436003 | 2009 FQ56              | 23 de març de 2009     | Siding Spring        | Siding Spring Survey |
| 436004 | 2009 FA59              | 22 de març de 2009     | Mount Lemmon         | Mt. Lemmon Survey    |
| 436005 | 2009 FD71              | 29 de març de 2009     | Kitt Peak            | Spacewatch           |
| 436006 | 2009 FZ75              | 24 de març de 2009     | Mount Lemmon         | Mt. Lemmon Survey    |
| 436007 | 2009 GS2               | 13 d'abril de 2009     | Altschwendt          | Ries, W.             |
| 436008 | 2009 GG6               | 2 d'abril de 2009      | Kitt Peak            | Spacewatch           |
| 436009 | 2009 HN1               | 17 d'abril de 2009     | Kitt Peak            | Spacewatch           |
| 436010 | 2009 HF11              | 18 d'abril de 2009     | Mount Lemmon         | Mt. Lemmon Survey    |
| 436011 | 2009 HR16              | 16 de març de 2009     | Kitt Peak            | Spacewatch           |
| 436012 | 2009 HH17              | 18 d'abril de 2009     | Kitt Peak            | Spacewatch           |
| 436013 | 2009 HN20              | 26 de març de 2003     | Kitt Peak            | Spacewatch           |
| 436014 | 2009 HX22              | 17 d'abril de 2009     | Kitt Peak            | Spacewatch           |
| 436015 | 2009 HS29              | 19 d'abril de 2009     | Kitt Peak            | Spacewatch           |
| 436016 | 2009 HA30              | 19 d'abril de 2009     | Kitt Peak            | Spacewatch           |
| 436017 | 2009 HZ30              | 19 d'abril de 2009     | Kitt Peak            | Spacewatch           |
| 436018 | 2009 HN34              | 17 de març de 2009     | Kitt Peak            | Spacewatch           |
| 436019 | 2009 HY38              | 18 d'abril de 2009     | Kitt Peak            | Spacewatch           |
| 436020 | 2009 HF53              | 28 de març de 2009     | Kitt Peak            | Spacewatch           |
| 436021 | 2009 HV55              | 21 d'abril de 2009     | Mount Lemmon         | Mt. Lemmon Survey    |
| 436022 | 2009 HR62              | 22 d'abril de 2009     | Kitt Peak            | Spacewatch           |
| 436023 | 2009 HF65              | 24 de març de 2009     | Mount Lemmon         | Mt. Lemmon Survey    |
| 436024 | 2009 HL67              | 20 d'abril de 2009     | Mount Lemmon         | Mt. Lemmon Survey    |
| 436025 | 2009 HZ73              | 19 d'abril de 2009     | Catalina             | CSS                  |
| 436026 | 2009 HN78              | 29 de març de 2009     | Kitt Peak            | Spacewatch           |
| 436027 | 2009 HP79              | 2 de març de 2009      | Mount Lemmon         | Mt. Lemmon Survey    |
| 436028 | 2009 HJ81              | 21 d'abril de 2009     | Catalina             | CSS                  |
| 436029 | 2009 HL90              | 19 d'abril de 2009     | Mount Lemmon         | Mt. Lemmon Survey    |
| 436030 | 2009 JO2               | 13 de maig de 2009     | Mount Lemmon         | Mt. Lemmon Survey    |
| 436031 | 2009 JV2               | 20 de febrer de 2009   | Mount Lemmon         | Mt. Lemmon Survey    |
| 436032 | 2009 JE5               | 14 de maig de 2009     | Kitt Peak            | Spacewatch           |
| 436033 | 2009 KF11              | 25 de maig de 2009     | Kitt Peak            | Spacewatch           |
| 436034 | 2009 KD16              | 26 de maig de 2009     | Kitt Peak            | Spacewatch           |
| 436035 | 2009 KJ22              | 31 de maig de 2009     | Cerro Burek          | Cerro Burek          |
| 436036 | 2009 MK7               | 27 de juny de 2009     | Catalina             | CSS                  |
| 436037 | 2009 NJ                | 11 de juliol de 2009   | La Sagra             | OAM                  |
| 436038 | 2009 OR9               | 27 de juliol de 2009   | La Sagra             | OAM                  |
| 436039 | 2009 OE24              | 27 de juliol de 2009   | Kitt Peak            | Spacewatch           |
| 436040 | 2009 PO                | 12 d'agost de 2009     | Dauban               | Kugel, F.            |
| 436041 | 2009 PU7               | 24 de juny de 2009     | Mount Lemmon         | Mt. Lemmon Survey    |
| 436042 | 2009 PU8               | 15 d'agost de 2009     | Catalina             | CSS                  |
| 436043 | 2009 PZ11              | 15 d'agost de 2009     | Catalina             | CSS                  |
| 436044 | 2009 PM12              | 15 d'agost de 2009     | Catalina             | CSS                  |
| 436045 | 2009 PD17              | 15 d'agost de 2009     | Kitt Peak            | Spacewatch           |
| 436046 | 2009 QB19              | 17 d'agost de 2009     | Kitt Peak            | Spacewatch           |
| 436047 | 2009 QM21              | 19 d'agost de 2009     | La Sagra             | OAM                  |
| 436048 | 2009 QE26              | 20 d'agost de 2009     | Gaisberg             | Gierlinger, R.       |
| 436049 | 2009 QE30              | 24 d'agost de 2009     | Andrushivka          | Andrushivka          |
| 436050 | 2009 QO42              | 26 d'agost de 2009     | La Sagra             | OAM                  |
| 436051 | 2009 QW45              | 26 d'agost de 2009     | La Sagra             | OAM                  |
| 436052 | 2009 RY5               | 19 d'agost de 2009     | Kitt Peak            | Spacewatch           |
| 436053 | 2009 RE6               | 14 de setembre de 2009 | Dauban               | Kugel, F.            |
| 436054 | 2009 RC14              | 12 de setembre de 2009 | Kitt Peak            | Spacewatch           |
| 436055 | 2009 RK26              | 13 de setembre de 2009 | Socorro              | LINEAR               |
| 436056 | 2009 RD27              | 18 d'agost de 2009     | Kitt Peak            | Spacewatch           |
| 436057 | 2009 RG34              | 3 de setembre de 2008  | Kitt Peak            | Spacewatch           |
| 436058 | 2009 RE41              | 15 de setembre de 2009 | Kitt Peak            | Spacewatch           |
| 436059 | 2009 RE54              | 15 de setembre de 2009 | Kitt Peak            | Spacewatch           |
| 436060 | 2009 RJ61              | 20 de novembre de 2006 | Kitt Peak            | Spacewatch           |
| 436061 | 2009 RR64              | 15 de setembre de 2009 | Kitt Peak            | Spacewatch           |
| 436062 | 2009 RC68              | 15 de setembre de 2009 | Kitt Peak            | Spacewatch           |
| 436063 | 2009 RG70              | 11 de setembre de 2009 | Catalina             | CSS                  |
| 436064 | 2009 RK73              | 3 de setembre de 2008  | Kitt Peak            | Spacewatch           |
| 436065 | 2009 RZ73              | 15 de setembre de 2009 | Kitt Peak            | Spacewatch           |
| 436066 | 2009 RK75              | 15 de setembre de 2009 | Kitt Peak            | Spacewatch           |
| 436067 | 2009 SY8               | 20 d'agost de 2009     | Kitt Peak            | Spacewatch           |
| 436068 | 2009 SQ40              | 16 de setembre de 2009 | Kitt Peak            | Spacewatch           |
| 436069 | 2009 SH48              | 16 de setembre de 2009 | Kitt Peak            | Spacewatch           |
| 436070 | 2009 SW49              | 17 de setembre de 2009 | Kitt Peak            | Spacewatch           |
| 436071 | 2009 SC72              | 17 de setembre de 2009 | Mount Lemmon         | Mt. Lemmon Survey    |
| 436072 | 2009 SA98              | 20 de setembre de 2009 | Kitt Peak            | Spacewatch           |
| 436073 | 2009 ST100             | 18 de setembre de 2009 | Catalina             | CSS                  |
| 436074 | 2009 SX114             | 18 de setembre de 2009 | Kitt Peak            | Spacewatch           |
| 436075 | 2009 SX120             | 18 de setembre de 2009 | Kitt Peak            | Spacewatch           |
| 436076 | 2009 SJ125             | 18 de setembre de 2009 | Kitt Peak            | Spacewatch           |
| 436077 | 2009 SO126             | 18 de setembre de 2009 | Kitt Peak            | Spacewatch           |
| 436078 | 2009 SB133             | 18 de setembre de 2009 | Kitt Peak            | Spacewatch           |
| 436079 | 2009 SQ135             | 18 de setembre de 2009 | Kitt Peak            | Spacewatch           |
| 436080 | 2009 SC136             | 18 de setembre de 2009 | Kitt Peak            | Spacewatch           |
| 436081 | 2009 SE157             | 20 de setembre de 2009 | Kitt Peak            | Spacewatch           |
| 436082 | 2009 SU157             | 20 de setembre de 2009 | Kitt Peak            | Spacewatch           |
| 436083 | 2009 SV158             | 20 de setembre de 2009 | Kitt Peak            | Spacewatch           |
| 436084 | 2009 SH177             | 20 de setembre de 2009 | Kitt Peak            | Spacewatch           |
| 436085 | 2009 SB180             | 9 de setembre de 2008  | Mount Lemmon         | Mt. Lemmon Survey    |
| 436086 | 2009 SQ181             | 21 de setembre de 2009 | Mount Lemmon         | Mt. Lemmon Survey    |
| 436087 | 2009 SL188             | 21 de setembre de 2009 | Kitt Peak            | Spacewatch           |
| 436088 | 2009 SY199             | 30 d'agost de 2005     | Kitt Peak            | Spacewatch           |
| 436089 | 2009 SX201             | 25 d'abril de 2007     | Kitt Peak            | Spacewatch           |
| 436090 | 2009 ST211             | 17 de setembre de 2009 | Kitt Peak            | Spacewatch           |
| 436091 | 2009 SX212             | 23 de setembre de 2009 | Kitt Peak            | Spacewatch           |
| 436092 | 2009 SQ214             | 23 de setembre de 2009 | Kitt Peak            | Spacewatch           |
| 436093 | 2009 SD215             | 23 de setembre de 2009 | Kitt Peak            | Spacewatch           |
| 436094 | 2009 SC229             | 29 de setembre de 2009 | Socorro              | LINEAR               |
| 436095 | 2009 SH234             | 25 de setembre de 2009 | Kitt Peak            | Spacewatch           |
| 436096 | 2009 SD245             | 21 de setembre de 2009 | Kitt Peak            | Spacewatch           |
| 436097 | 2009 ST246             | 17 de setembre de 2009 | Kitt Peak            | Spacewatch           |
| 436098 | 2009 SN251             | 20 de setembre de 2009 | Kitt Peak            | Spacewatch           |
| 436099 | 2009 SB253             | 22 de setembre de 2009 | Mount Lemmon         | Mt. Lemmon Survey    |
| 436100 | 2009 SJ267             | 23 de setembre de 2009 | Mount Lemmon         | Mt. Lemmon Survey    |

## 436101– 436200
| Nom    | Designació provisional | Data de descobriment   | Lloc de descobriment | Descobridor/s          |
| ------ | ---------------------- | ---------------------- | -------------------- | ---------------------- |
| 436101 | 2009 SM268             | 24 de setembre de 2009 | Kitt Peak            | Spacewatch             |
| 436102 | 2009 SC284             | 17 de setembre de 2009 | Kitt Peak            | Spacewatch             |
| 436103 | 2009 SP288             | 17 de setembre de 2009 | Kitt Peak            | Spacewatch             |
| 436104 | 2009 SA289             | 15 de setembre de 2009 | Kitt Peak            | Spacewatch             |
| 436105 | 2009 SM306             | 17 de setembre de 2009 | Kitt Peak            | Spacewatch             |
| 436106 | 2009 SV311             | 28 d'agost de 2009     | Kitt Peak            | Spacewatch             |
| 436107 | 2009 SR319             | 20 de setembre de 2009 | Kitt Peak            | Spacewatch             |
| 436108 | 2009 SU321             | 21 de setembre de 2009 | Kitt Peak            | Spacewatch             |
| 436109 | 2009 SP323             | 23 de setembre de 2009 | Mount Lemmon         | Mt. Lemmon Survey      |
| 436110 | 2009 SB346             | 22 de setembre de 2009 | Kitt Peak            | Spacewatch             |
| 436111 | 2009 SY349             | 16 de setembre de 2009 | Catalina             | CSS                    |
| 436112 | 2009 ST354             | 23 de setembre de 2009 | Kitt Peak            | Spacewatch             |
| 436113 | 2009 SV354             | 28 de setembre de 2009 | Mount Lemmon         | Mt. Lemmon Survey      |
| 436114 | 2009 SF360             | 27 de setembre de 2009 | Catalina             | CSS                    |
| 436115 | 2009 TZ1               | 10 d'octubre de 2009   | La Sagra             | OAM                    |
| 436116 | 2009 TB3               | 12 d'octubre de 2009   | Mount Lemmon         | Mt. Lemmon Survey      |
| 436117 | 2009 TT11              | 12 de març de 2008     | Kitt Peak            | Spacewatch             |
| 436118 | 2009 TU14              | 13 d'octubre de 2009   | La Sagra             | OAM                    |
| 436119 | 2009 TX20              | 11 d'octubre de 2009   | La Sagra             | OAM                    |
| 436120 | 2009 TL22              | 27 de gener de 2003    | Socorro              | LINEAR                 |
| 436121 | 2009 TV22              | 14 d'octubre de 2009   | La Sagra             | OAM                    |
| 436122 | 2009 TG26              | 14 d'octubre de 2009   | Purple Mountain      | PMO NEO Survey Program |
| 436123 | 2009 TH28              | 15 d'octubre de 2009   | Mount Lemmon         | Mt. Lemmon Survey      |
| 436124 | 2009 TZ28              | 25 de setembre de 2009 | Kitt Peak            | Spacewatch             |
| 436125 | 2009 TM33              | 11 de novembre de 2006 | Kitt Peak            | Spacewatch             |
| 436126 | 2009 TE34              | 10 d'octubre de 2009   | La Sagra             | OAM                    |
| 436127 | 2009 TW36              | 15 d'octubre de 2009   | La Sagra             | OAM                    |
| 436128 | 2009 TT40              | 15 d'octubre de 2009   | Catalina             | CSS                    |
| 436129 | 2009 UX4               | 11 d'octubre de 2009   | Mount Lemmon         | Mt. Lemmon Survey      |
| 436130 | 2009 UT8               | 28 de setembre de 2009 | Mount Lemmon         | Mt. Lemmon Survey      |
| 436131 | 2009 UG11              | 28 de setembre de 2009 | Mount Lemmon         | Mt. Lemmon Survey      |
| 436132 | 2009 UG17              | 18 d'octubre de 2009   | Hibiscus             | Teamo, N.              |
| 436133 | 2009 UL17              | 20 d'octubre de 2009   | Bisei SG Center      | BATTeRS                |
| 436134 | 2009 UB18              | 22 d'octubre de 2009   | Sierra Stars         | Sierra Stars           |
| 436135 | 2009 US25              | 19 de setembre de 2009 | Catalina             | CSS                    |
| 436136 | 2009 UC26              | 21 d'octubre de 2009   | Catalina             | CSS                    |
| 436137 | 2009 UH33              | 18 d'octubre de 2009   | Mount Lemmon         | Mt. Lemmon Survey      |
| 436138 | 2009 UR36              | 22 d'octubre de 2009   | Mount Lemmon         | Mt. Lemmon Survey      |
| 436139 | 2009 UF37              | 22 d'octubre de 2009   | Mount Lemmon         | Mt. Lemmon Survey      |
| 436140 | 2009 UU57              | 23 d'octubre de 2009   | Mount Lemmon         | Mt. Lemmon Survey      |
| 436141 | 2009 UW69              | 22 d'octubre de 2009   | Mount Lemmon         | Mt. Lemmon Survey      |
| 436142 | 2009 UD76              | 18 de setembre de 2009 | Kitt Peak            | Spacewatch             |
| 436143 | 2009 US81              | 22 d'octubre de 2009   | Mount Lemmon         | Mt. Lemmon Survey      |
| 436144 | 2009 UF84              | 22 de setembre de 2009 | Mount Lemmon         | Mt. Lemmon Survey      |
| 436145 | 2009 UV100             | 23 d'octubre de 2009   | Mount Lemmon         | Mt. Lemmon Survey      |
| 436146 | 2009 UN101             | 23 d'octubre de 2009   | Mount Lemmon         | Mt. Lemmon Survey      |
| 436147 | 2009 UK141             | 21 d'octubre de 2009   | Catalina             | CSS                    |
| 436148 | 2009 UZ141             | 31 d'agost de 2005     | Kitt Peak            | Spacewatch             |
| 436149 | 2009 VL                | 7 de novembre de 2009  | Laurel               | Skillman, D.           |
| 436150 | 2009 VM6               | 8 de novembre de 2009  | Mount Lemmon         | Mt. Lemmon Survey      |
| 436151 | 2009 VQ6               | 29 de setembre de 2008 | Kitt Peak            | Spacewatch             |
| 436152 | 2009 VR8               | 24 d'octubre de 2009   | Kitt Peak            | Spacewatch             |
| 436153 | 2009 VE16              | 22 de setembre de 2009 | Mount Lemmon         | Mt. Lemmon Survey      |
| 436154 | 2009 VG18              | 9 de novembre de 2009  | Kitt Peak            | Spacewatch             |
| 436155 | 2009 VO18              | 22 d'octubre de 2009   | Catalina             | CSS                    |
| 436156 | 2009 VH26              | 8 de novembre de 2009  | Kitt Peak            | Spacewatch             |
| 436157 | 2009 VX27              | 8 de novembre de 2009  | Catalina             | CSS                    |
| 436158 | 2009 VZ28              | 9 de novembre de 2009  | Kitt Peak            | Spacewatch             |
| 436159 | 2009 VB29              | 30 d'octubre de 2009   | Mount Lemmon         | Mt. Lemmon Survey      |
| 436160 | 2009 VB38              | 8 de novembre de 2009  | Mount Lemmon         | Mt. Lemmon Survey      |
| 436161 | 2009 VA50              | 11 de novembre de 2009 | La Sagra             | OAM                    |
| 436162 | 2009 VG60              | 10 de novembre de 2009 | Catalina             | CSS                    |
| 436163 | 2009 VO60              | 26 de setembre de 2009 | Socorro              | LINEAR                 |
| 436164 | 2009 VJ61              | 8 de novembre de 2009  | Kitt Peak            | Spacewatch             |
| 436165 | 2009 VZ62              | 18 de novembre de 1998 | Kitt Peak            | Spacewatch             |
| 436166 | 2009 VM74              | 21 de setembre de 2009 | Mount Lemmon         | Mt. Lemmon Survey      |
| 436167 | 2009 VQ79              | 10 de novembre de 2009 | Catalina             | CSS                    |
| 436168 | 2009 VF82              | 17 d'octubre de 2009   | Mount Lemmon         | Mt. Lemmon Survey      |
| 436169 | 2009 VA84              | 11 d'octubre de 1991   | Kitt Peak            | Spacewatch             |
| 436170 | 2009 VG95              | 9 de novembre de 2009  | Kitt Peak            | Spacewatch             |
| 436171 | 2009 VA103             | 11 de novembre de 2009 | Kitt Peak            | Spacewatch             |
| 436172 | 2009 VG110             | 9 de novembre de 2009  | La Sagra             | OAM                    |
| 436173 | 2009 VH110             | 21 de setembre de 2009 | Mount Lemmon         | Mt. Lemmon Survey      |
| 436174 | 2009 VY114             | 11 de novembre de 2009 | Mount Lemmon         | Mt. Lemmon Survey      |
| 436175 | 2009 WR7               | 19 de novembre de 2009 | Mount Lemmon         | Mt. Lemmon Survey      |
| 436176 | 2009 WA9               | 18 de novembre de 2009 | Socorro              | LINEAR                 |
| 436177 | 2009 WA10              | 17 de novembre de 2009 | Catalina             | CSS                    |
| 436178 | 2009 WJ18              | 17 de novembre de 2009 | Kitt Peak            | Spacewatch             |
| 436179 | 2009 WD20              | 17 de novembre de 2009 | Mount Lemmon         | Mt. Lemmon Survey      |
| 436180 | 2009 WJ22              | 18 de novembre de 2009 | Kitt Peak            | Spacewatch             |
| 436181 | 2009 WL29              | 16 de novembre de 2009 | Mount Lemmon         | Mt. Lemmon Survey      |
| 436182 | 2009 WK30              | 26 de novembre de 2005 | Kitt Peak            | Spacewatch             |
| 436183 | 2009 WH38              | 17 de novembre de 2009 | Kitt Peak            | Spacewatch             |
| 436184 | 2009 WH41              | 17 de novembre de 2009 | Kitt Peak            | Spacewatch             |
| 436185 | 2009 WW44              | 10 de novembre de 2009 | Kitt Peak            | Spacewatch             |
| 436186 | 2009 WH47              | 9 de novembre de 2009  | Catalina             | CSS                    |
| 436187 | 2009 WE53              | 18 de novembre de 2009 | Kitt Peak            | Spacewatch             |
| 436188 | 2009 WH69              | 17 de novembre de 2009 | Mount Lemmon         | Mt. Lemmon Survey      |
| 436189 | 2009 WA77              | 18 de novembre de 2009 | Kitt Peak            | Spacewatch             |
| 436190 | 2009 WB91              | 19 de novembre de 2009 | Kitt Peak            | Spacewatch             |
| 436191 | 2009 WP107             | 17 de novembre de 2009 | Mount Lemmon         | Mt. Lemmon Survey      |
| 436192 | 2009 WL127             | 20 de novembre de 2009 | Kitt Peak            | Spacewatch             |
| 436193 | 2009 WD131             | 20 de novembre de 2009 | Kitt Peak            | Spacewatch             |
| 436194 | 2009 WK131             | 20 de novembre de 2009 | Kitt Peak            | Spacewatch             |
| 436195 | 2009 WE134             | 22 de novembre de 2009 | Catalina             | CSS                    |
| 436196 | 2009 WM164             | 21 de novembre de 2009 | Kitt Peak            | Spacewatch             |
| 436197 | 2009 WL166             | 21 de novembre de 2009 | Mount Lemmon         | Mt. Lemmon Survey      |
| 436198 | 2009 WH169             | 22 de novembre de 2009 | Kitt Peak            | Spacewatch             |
| 436199 | 2009 WC171             | 18 de setembre de 2009 | Mount Lemmon         | Mt. Lemmon Survey      |
| 436200 | 2009 WA184             | 23 de novembre de 2009 | Kitt Peak            | Spacewatch             |

## 436201– 436300
| Nom    | Designació provisional | Data de descobriment   | Lloc de descobriment | Descobridor/s        |
| ------ | ---------------------- | ---------------------- | -------------------- | -------------------- |
| 436201 | 2009 WY187             | 24 de novembre de 2009 | Mount Lemmon         | Mt. Lemmon Survey    |
| 436202 | 2009 WT217             | 17 de novembre de 2009 | Kitt Peak            | Spacewatch           |
| 436203 | 2009 WD226             | 17 de novembre de 2009 | Mount Lemmon         | Mt. Lemmon Survey    |
| 436204 | 2009 WY245             | 23 de novembre de 2009 | Kitt Peak            | Spacewatch           |
| 436205 | 2009 WC248             | 19 de setembre de 2009 | Mount Lemmon         | Mt. Lemmon Survey    |
| 436206 | 2009 WD248             | 17 de novembre de 2009 | Kitt Peak            | Spacewatch           |
| 436207 | 2009 WK249             | 21 de novembre de 2009 | Kitt Peak            | Spacewatch           |
| 436208 | 2009 XZ12              | 11 de desembre de 2009 | Mount Lemmon         | Mt. Lemmon Survey    |
| 436209 | 2009 XO17              | 15 de desembre de 2009 | Mount Lemmon         | Mt. Lemmon Survey    |
| 436210 | 2009 XV17              | 15 de desembre de 2009 | Mount Lemmon         | Mt. Lemmon Survey    |
| 436211 | 2009 XA18              | 15 de desembre de 2009 | Mount Lemmon         | Mt. Lemmon Survey    |
| 436212 | 2009 XG19              | 15 de desembre de 2009 | Mount Lemmon         | Mt. Lemmon Survey    |
| 436213 | 2009 XP19              | 15 de desembre de 2009 | Mount Lemmon         | Mt. Lemmon Survey    |
| 436214 | 2009 XR22              | 13 de desembre de 2009 | Haleakala            | Micheli, M.          |
| 436215 | 2009 XB23              | 15 de desembre de 2009 | Mount Lemmon         | Mt. Lemmon Survey    |
| 436216 | 2009 YD                | 16 de desembre de 2009 | Tiki                 | Teamo, N.            |
| 436217 | 2009 YA8               | 16 de desembre de 2009 | Mount Lemmon         | Mt. Lemmon Survey    |
| 436218 | 2009 YY22              | 17 de novembre de 2009 | Mount Lemmon         | Mt. Lemmon Survey    |
| 436219 | 2009 YZ22              | 16 de novembre de 2009 | Mount Lemmon         | Mt. Lemmon Survey    |
| 436220 | 2010 AA11              | 6 de gener de 2010     | Mount Lemmon         | Mt. Lemmon Survey    |
| 436221 | 2010 AZ11              | 6 de gener de 2010     | Catalina             | CSS                  |
| 436222 | 2010 AV16              | 7 de gener de 2010     | Mount Lemmon         | Mt. Lemmon Survey    |
| 436223 | 2010 AZ24              | 21 de novembre de 2009 | Mount Lemmon         | Mt. Lemmon Survey    |
| 436224 | 2010 AJ26              | 6 de gener de 2010     | Kitt Peak            | Spacewatch           |
| 436225 | 2010 AV31              | 6 de gener de 2010     | Kitt Peak            | Spacewatch           |
| 436226 | 2010 AR32              | 7 de gener de 2010     | Kitt Peak            | Spacewatch           |
| 436227 | 2010 AV40              | 21 de novembre de 2009 | Mount Lemmon         | Mt. Lemmon Survey    |
| 436228 | 2010 AE41              | 6 de gener de 2010     | Kitt Peak            | Spacewatch           |
| 436229 | 2010 AF52              | 9 de març de 2003      | Kitt Peak            | Spacewatch           |
| 436230 | 2010 AE54              | 18 de desembre de 2004 | Mount Lemmon         | Mt. Lemmon Survey    |
| 436231 | 2010 AX55              | 8 de gener de 2010     | Kitt Peak            | Spacewatch           |
| 436232 | 2010 AY61              | 26 de desembre de 2009 | Kitt Peak            | Spacewatch           |
| 436233 | 2010 AV63              | 8 de gener de 2010     | Kitt Peak            | Spacewatch           |
| 436234 | 2010 AQ66              | 20 de novembre de 2009 | Kitt Peak            | Spacewatch           |
| 436235 | 2010 AB67              | 11 de gener de 2010    | Kitt Peak            | Spacewatch           |
| 436236 | 2010 AW68              | 6 de gener de 2010     | Catalina             | CSS                  |
| 436237 | 2010 AA74              | 23 de gener de 2006    | Kitt Peak            | Spacewatch           |
| 436238 | 2010 AW74              | 27 d'octubre de 2005   | Mount Lemmon         | Mt. Lemmon Survey    |
| 436239 | 2010 AB80              | 11 de gener de 2010    | Kitt Peak            | Spacewatch           |
| 436240 | 2010 AY80              | 18 d'octubre de 2009   | Mount Lemmon         | Mt. Lemmon Survey    |
| 436241 | 2010 AM89              | 8 de gener de 2010     | WISE                 | WISE                 |
| 436242 | 2010 AH90              | 8 de gener de 2010     | WISE                 | WISE                 |
| 436243 | 2010 AJ93              | 27 d'octubre de 2008   | Mount Lemmon         | Mt. Lemmon Survey    |
| 436244 | 2010 BO4               | 23 de gener de 2010    | Bisei SG Center      | BATTeRS              |
| 436245 | 2010 BE6               | 24 de gener de 2010    | Siding Spring        | Siding Spring Survey |
| 436246 | 2010 BK51              | 12 d'octubre de 2007   | Catalina             | CSS                  |
| 436247 | 2010 BX54              | 17 de novembre de 2009 | Mount Lemmon         | Mt. Lemmon Survey    |
| 436248 | 2010 BW65              | 21 de gener de 2010    | WISE                 | WISE                 |
| 436249 | 2010 BM74              | 13 de setembre de 2007 | Mount Lemmon         | Mt. Lemmon Survey    |
| 436250 | 2010 BR75              | 24 de gener de 2010    | WISE                 | WISE                 |
| 436251 | 2010 BC84              | 17 de gener de 2009    | Mount Lemmon         | Mt. Lemmon Survey    |
| 436252 | 2010 BR86              | 1 de desembre de 2008  | Mount Lemmon         | Mt. Lemmon Survey    |
| 436253 | 2010 BE90              | 26 de gener de 2010    | WISE                 | WISE                 |
| 436254 | 2010 BY94              | 30 de juliol de 2006   | Siding Spring        | Siding Spring Survey |
| 436255 | 2010 BV105             | 10 de novembre de 2009 | Mount Lemmon         | Mt. Lemmon Survey    |
| 436256 | 2010 CK2               | 11 de gener de 2010    | Kitt Peak            | Spacewatch           |
| 436257 | 2010 CM2               | 5 de febrer de 2010    | Kitt Peak            | Spacewatch           |
| 436258 | 2010 CQ2               | 5 de febrer de 2010    | Kitt Peak            | Spacewatch           |
| 436259 | 2010 CH4               | 6 de febrer de 2010    | Mount Lemmon         | Mt. Lemmon Survey    |
| 436260 | 2010 CM7               | 6 de febrer de 2010    | WISE                 | WISE                 |
| 436261 | 2010 CF8               | 7 de febrer de 2010    | WISE                 | WISE                 |
| 436262 | 2010 CB11              | 9 de febrer de 2010    | WISE                 | WISE                 |
| 436263 | 2010 CW20              | 9 de febrer de 2010    | Kitt Peak            | Spacewatch           |
| 436264 | 2010 CO24              | 9 de febrer de 2010    | Mount Lemmon         | Mt. Lemmon Survey    |
| 436265 | 2010 CZ38              | 11 de setembre de 2007 | Mount Lemmon         | Mt. Lemmon Survey    |
| 436266 | 2010 CO63              | 9 de febrer de 2010    | Kitt Peak            | Spacewatch           |
| 436267 | 2010 CU80              | 13 de febrer de 2010   | Mount Lemmon         | Mt. Lemmon Survey    |
| 436268 | 2010 CW80              | 13 de febrer de 2010   | Mount Lemmon         | Mt. Lemmon Survey    |
| 436269 | 2010 CF83              | 7 de gener de 2010     | Kitt Peak            | Spacewatch           |
| 436270 | 2010 CX92              | 16 de setembre de 2003 | Kitt Peak            | Spacewatch           |
| 436271 | 2010 CJ93              | 14 de febrer de 2010   | Kitt Peak            | Spacewatch           |
| 436272 | 2010 CJ111             | 14 de febrer de 2010   | Mount Lemmon         | Mt. Lemmon Survey    |
| 436273 | 2010 CC141             | 15 de febrer de 2010   | Socorro              | LINEAR               |
| 436274 | 2010 CF141             | 27 de febrer de 2006   | Kitt Peak            | Spacewatch           |
| 436275 | 2010 CT141             | 27 de setembre de 2003 | Kitt Peak            | Spacewatch           |
| 436276 | 2010 CJ144             | 15 de gener de 2010    | Catalina             | CSS                  |
| 436277 | 2010 CD145             | 13 de febrer de 2010   | Catalina             | CSS                  |
| 436278 | 2010 CW163             | 22 d'octubre de 2008   | Mount Lemmon         | Mt. Lemmon Survey    |
| 436279 | 2010 CG170             | 10 de febrer de 2010   | Kitt Peak            | Spacewatch           |
| 436280 | 2010 CS171             | 8 de desembre de 2008  | Mount Lemmon         | Mt. Lemmon Survey    |
| 436281 | 2010 CH181             | 14 de febrer de 2010   | Haleakala            | Pan-STARRS 1         |
| 436282 | 2010 CR184             | 17 de setembre de 2004 | Kitt Peak            | Spacewatch           |
| 436283 | 2010 CF185             | 13 de febrer de 2010   | Socorro              | LINEAR               |
| 436284 | 2010 CW185             | 13 de novembre de 2007 | Kitt Peak            | Spacewatch           |
| 436285 | 2010 CA214             | 6 de febrer de 2010    | WISE                 | WISE                 |
| 436286 | 2010 CK221             | 21 d'agost de 2006     | Kitt Peak            | Spacewatch           |
| 436287 | 2010 CZ227             | 9 de febrer de 2010    | WISE                 | WISE                 |
| 436288 | 2010 CW230             | 10 de febrer de 2010   | WISE                 | WISE                 |
| 436289 | 2010 DV12              | 15 de febrer de 2010   | WISE                 | WISE                 |
| 436290 | 2010 DV30              | 20 de febrer de 2010   | WISE                 | WISE                 |
| 436291 | 2010 DL31              | 20 de febrer de 2010   | WISE                 | WISE                 |
| 436292 | 2010 DO40              | 16 de febrer de 2010   | Mount Lemmon         | Mt. Lemmon Survey    |
| 436293 | 2010 DT45              | 17 de febrer de 2010   | Kitt Peak            | Spacewatch           |
| 436294 | 2010 DP46              | 17 de febrer de 2010   | Kitt Peak            | Spacewatch           |
| 436295 | 2010 DT47              | 17 de febrer de 2010   | Kitt Peak            | Spacewatch           |
| 436296 | 2010 DQ48              | 17 de febrer de 2010   | Mount Lemmon         | Mt. Lemmon Survey    |
| 436297 | 2010 DX52              | 22 de febrer de 2010   | WISE                 | WISE                 |
| 436298 | 2010 DG61              | 25 de febrer de 2010   | WISE                 | WISE                 |
| 436299 | 2010 EF5               | 2 de març de 2010      | WISE                 | WISE                 |
| 436300 | 2010 EA11              | 2 de març de 2010      | WISE                 | WISE                 |

## 436301– 436400
| Nom    | Designació provisional | Data de descobriment   | Lloc de descobriment | Descobridor/s        |
| ------ | ---------------------- | ---------------------- | -------------------- | -------------------- |
| 436301 | 2010 EP11              | 3 de març de 2010      | WISE                 | WISE                 |
| 436302 | 2010 EE22              | 12 de setembre de 2007 | Mount Lemmon         | Mt. Lemmon Survey    |
| 436303 | 2010 EV33              | 16 de febrer de 2010   | Mount Lemmon         | Mt. Lemmon Survey    |
| 436304 | 2010 EJ38              | 12 de març de 2010     | Kitt Peak            | Spacewatch           |
| 436305 | 2010 EN68              | 12 de març de 2010     | Mount Lemmon         | Mt. Lemmon Survey    |
| 436306 | 2010 EQ68              | 12 de març de 2010     | Mount Lemmon         | Mt. Lemmon Survey    |
| 436307 | 2010 EO69              | 13 de març de 2010     | Catalina             | CSS                  |
| 436308 | 2010 EB89              | 14 de març de 2010     | Mount Lemmon         | Mt. Lemmon Survey    |
| 436309 | 2010 EL96              | 18 de febrer de 2010   | Mount Lemmon         | Mt. Lemmon Survey    |
| 436310 | 2010 EZ99              | 14 de març de 2010     | Kitt Peak            | Spacewatch           |
| 436311 | 2010 EY124             | 12 de març de 2010     | Catalina             | CSS                  |
| 436312 | 2010 EN133             | 14 de març de 2010     | Kitt Peak            | Spacewatch           |
| 436313 | 2010 FQ14              | 23 de novembre de 2003 | Kitt Peak            | Spacewatch           |
| 436314 | 2010 FW16              | 12 de març de 2010     | Kitt Peak            | Spacewatch           |
| 436315 | 2010 FW22              | 18 de març de 2010     | Mount Lemmon         | Mt. Lemmon Survey    |
| 436316 | 2010 FG28              | 20 de març de 2010     | Mount Lemmon         | Mt. Lemmon Survey    |
| 436317 | 2010 FP47              | 22 de març de 2010     | ESA OGS              | ESA OGS              |
| 436318 | 2010 FQ57              | 20 de març de 2010     | Catalina             | CSS                  |
| 436319 | 2010 FT61              | 20 de desembre de 2009 | Catalina             | CSS                  |
| 436320 | 2010 FB84              | 25 de març de 2010     | Kitt Peak            | Spacewatch           |
| 436321 | 2010 FB88              | 20 de març de 2010     | Catalina             | CSS                  |
| 436322 | 2010 FU96              | 12 de setembre de 2007 | Mount Lemmon         | Mt. Lemmon Survey    |
| 436323 | 2010 FS100             | 13 de setembre de 2007 | Mount Lemmon         | Mt. Lemmon Survey    |
| 436324 | 2010 GZ6               | 6 d'abril de 2010      | Catalina             | CSS                  |
| 436325 | 2010 GR7               | 6 d'abril de 2010      | Socorro              | LINEAR               |
| 436326 | 2010 GP32              | 8 d'abril de 2010      | Sandlot              | Hug, G.              |
| 436327 | 2010 GV32              | 5 d'abril de 2010      | Mount Lemmon         | Mt. Lemmon Survey    |
| 436328 | 2010 GV58              | 10 d'abril de 2010     | WISE                 | WISE                 |
| 436329 | 2010 GX62              | 16 de gener de 2010    | WISE                 | WISE                 |
| 436330 | 2010 GQ102             | 13 de març de 2010     | Kitt Peak            | Spacewatch           |
| 436331 | 2010 GF112             | 16 de març de 2010     | Kitt Peak            | Spacewatch           |
| 436332 | 2010 GQ127             | 8 de maig de 1994      | Kitt Peak            | Spacewatch           |
| 436333 | 2010 GD145             | 12 d'abril de 2010     | WISE                 | WISE                 |
| 436334 | 2010 GH159             | 7 d'abril de 2010      | Catalina             | CSS                  |
| 436335 | 2010 GB172             | 1 de gener de 2009     | Mount Lemmon         | Mt. Lemmon Survey    |
| 436336 | 2010 HA14              | 18 d'abril de 2010     | WISE                 | WISE                 |
| 436337 | 2010 HR23              | 25 d'abril de 2010     | Mount Lemmon         | Mt. Lemmon Survey    |
| 436338 | 2010 HM40              | 22 d'abril de 2010     | WISE                 | WISE                 |
| 436339 | 2010 HY42              | 22 d'abril de 2010     | WISE                 | WISE                 |
| 436340 | 2010 HX103             | 30 de gener de 2009    | Kitt Peak            | Spacewatch           |
| 436341 | 2010 HW104             | 25 d'abril de 2010     | Mount Lemmon         | Mt. Lemmon Survey    |
| 436342 | 2010 HF108             | 25 d'abril de 2010     | Kitt Peak            | Spacewatch           |
| 436343 | 2010 JL3               | 5 de maig de 2010      | Nogales              | Tenagra II           |
| 436344 | 2010 JP14              | 9 d'octubre de 2008    | Catalina             | CSS                  |
| 436345 | 2010 JZ18              | 3 de maig de 2010      | WISE                 | WISE                 |
| 436346 | 2010 JC32              | 6 de maig de 2010      | Mount Lemmon         | Mt. Lemmon Survey    |
| 436347 | 2010 JP39              | 20 d'abril de 2010     | Mount Lemmon         | Mt. Lemmon Survey    |
| 436348 | 2010 JS73              | 28 d'agost de 2006     | Kitt Peak            | Spacewatch           |
| 436349 | 2010 JK77              | 21 de gener de 2010    | WISE                 | WISE                 |
| 436350 | 2010 JU77              | 7 de maig de 2010      | Kitt Peak            | Spacewatch           |
| 436351 | 2010 JL79              | 9 d'abril de 2010      | Mount Lemmon         | Mt. Lemmon Survey    |
| 436352 | 2010 JV82              | 3 de maig de 2010      | Nogales              | Tenagra II           |
| 436353 | 2010 JC112             | 10 de febrer de 2010   | WISE                 | WISE                 |
| 436354 | 2010 JN116             | 11 de maig de 2010     | Mount Lemmon         | Mt. Lemmon Survey    |
| 436355 | 2010 JS117             | 7 de maig de 2010      | Kitt Peak            | Spacewatch           |
| 436356 | 2010 JX130             | 14 de maig de 2010     | WISE                 | WISE                 |
| 436357 | 2010 JO151             | 3 de maig de 2010      | Kitt Peak            | Spacewatch           |
| 436358 | 2010 JR175             | 13 de maig de 2010     | Kitt Peak            | Spacewatch           |
| 436359 | 2010 KE2               | 16 de maig de 2010     | WISE                 | WISE                 |
| 436360 | 2010 KS19              | 17 de maig de 2010     | WISE                 | WISE                 |
| 436361 | 2010 KA31              | 19 de maig de 2010     | WISE                 | WISE                 |
| 436362 | 2010 KW32              | 2 de febrer de 2008    | Kitt Peak            | Spacewatch           |
| 436363 | 2010 KT37              | 18 de novembre de 2007 | Kitt Peak            | Spacewatch           |
| 436364 | 2010 KB39              | 9 de novembre de 2007  | Kitt Peak            | Spacewatch           |
| 436365 | 2010 KG125             | 31 de maig de 2010     | WISE                 | WISE                 |
| 436366 | 2010 LA35              | 7 de juny de 2010      | Kitt Peak            | Spacewatch           |
| 436367 | 2010 LP35              | 7 de juny de 2010      | Kitt Peak            | Spacewatch           |
| 436368 | 2010 LS55              | 9 de juny de 2010      | WISE                 | WISE                 |
| 436369 | 2010 LV69              | 10 de juny de 2010     | WISE                 | WISE                 |
| 436370 | 2010 ME115             | 30 de juny de 2010     | WISE                 | WISE                 |
| 436371 | 2010 NJ3               | 15 de juliol de 2010   | Andrushivka          | Andrushivka          |
| 436372 | 2010 NU32              | 4 de desembre de 2005  | Catalina             | CSS                  |
| 436373 | 2010 OT41              | 30 de gener de 2010    | WISE                 | WISE                 |
| 436374 | 2010 OY60              | 23 de juliol de 2010   | WISE                 | WISE                 |
| 436375 | 2010 OA77              | 25 de juliol de 2010   | WISE                 | WISE                 |
| 436376 | 2010 OG101             | 17 de juliol de 2010   | La Sagra             | OAM                  |
| 436377 | 2010 OF106             | 3 de febrer de 2010    | WISE                 | WISE                 |
| 436378 | 2010 OH109             | 29 de gener de 2009    | Mount Lemmon         | Mt. Lemmon Survey    |
| 436379 | 2010 OT117             | 30 de juliol de 2010   | WISE                 | WISE                 |
| 436380 | 2010 PB70              | 9 d'agost de 2010      | WISE                 | WISE                 |
| 436381 | 2010 RP74              | 11 de setembre de 2010 | Mount Lemmon         | Mt. Lemmon Survey    |
| 436382 | 2010 RQ74              | 11 de setembre de 2010 | Mount Lemmon         | Mt. Lemmon Survey    |
| 436383 | 2010 RC104             | 10 de setembre de 2010 | Kitt Peak            | Spacewatch           |
| 436384 | 2010 TD19              | 6 d'octubre de 2010    | Siding Spring        | Siding Spring Survey |
| 436385 | 2010 TK47              | 1 d'octubre de 2010    | Mount Lemmon         | Mt. Lemmon Survey    |
| 436386 | 2010 TB153             | 2 de novembre de 2007  | Kitt Peak            | Spacewatch           |
| 436387 | 2010 VB20              | 2 de novembre de 2010  | Mount Lemmon         | Mt. Lemmon Survey    |
| 436388 | 2010 VP48              | 16 de gener de 2010    | WISE                 | WISE                 |
| 436389 | 2010 VR72              | 2 de novembre de 2010  | Mount Lemmon         | Mt. Lemmon Survey    |
| 436390 | 2010 VW79              | 4 d'octubre de 2002    | Campo Imperatore     | CINEOS               |
| 436391 | 2010 VN111             | 17 d'octubre de 2010   | Mount Lemmon         | Mt. Lemmon Survey    |
| 436392 | 2010 VE114             | 13 d'octubre de 2010   | Mount Lemmon         | Mt. Lemmon Survey    |
| 436393 | 2010 VA149             | 6 de novembre de 2010  | Mount Lemmon         | Mt. Lemmon Survey    |
| 436394 | 2010 VF172             | 27 de setembre de 2009 | Kitt Peak            | Spacewatch           |
| 436395 | 2010 VJ176             | 13 d'octubre de 2010   | Mount Lemmon         | Mt. Lemmon Survey    |
| 436396 | 2010 VD179             | 11 de novembre de 2010 | Mount Lemmon         | Mt. Lemmon Survey    |
| 436397 | 2010 VA186             | 28 de setembre de 2009 | Mount Lemmon         | Mt. Lemmon Survey    |
| 436398 | 2010 VA203             | 14 d'octubre de 2010   | Mount Lemmon         | Mt. Lemmon Survey    |
| 436399 | 2010 VX206             | 30 de setembre de 2010 | Mount Lemmon         | Mt. Lemmon Survey    |
| 436400 | 2010 WB8               | 11 de setembre de 2004 | Socorro              | LINEAR               |

## 436401– 436500
| Nom    | Designació provisional | Data de descobriment   | Lloc de descobriment | Descobridor/s     |
| ------ | ---------------------- | ---------------------- | -------------------- | ----------------- |
| 436401 | 2010 WD13              | 22 d'octubre de 2009   | Mount Lemmon         | Mt. Lemmon Survey |
| 436402 | 2010 WM62              | 1 de gener de 2008     | Mount Lemmon         | Mt. Lemmon Survey |
| 436403 | 2010 WS66              | 29 d'octubre de 2010   | Kitt Peak            | Spacewatch        |
| 436404 | 2010 XE18              | 7 de novembre de 2010  | Mount Lemmon         | Mt. Lemmon Survey |
| 436405 | 2010 XE31              | 21 de setembre de 2009 | Kitt Peak            | Spacewatch        |
| 436406 | 2010 XL38              | 5 de novembre de 2010  | Mount Lemmon         | Mt. Lemmon Survey |
| 436407 | 2010 XO40              | 3 de febrer de 2008    | Mount Lemmon         | Mt. Lemmon Survey |
| 436408 | 2010 XW41              | 13 de juny de 2005     | Mount Lemmon         | Mt. Lemmon Survey |
| 436409 | 2010 XW81              | 10 de novembre de 2010 | Mount Lemmon         | Mt. Lemmon Survey |
| 436410 | 2011 AH10              | 14 de desembre de 2010 | Mount Lemmon         | Mt. Lemmon Survey |
| 436411 | 2011 AW13              | 3 de novembre de 2010  | Mount Lemmon         | Mt. Lemmon Survey |
| 436412 | 2011 AO20              | 4 d'abril de 2008      | Kitt Peak            | Spacewatch        |
| 436413 | 2011 AG23              | 10 de febrer de 2008   | Mount Lemmon         | Mt. Lemmon Survey |
| 436414 | 2011 AR44              | 14 de maig de 2008     | Mount Lemmon         | Mt. Lemmon Survey |
| 436415 | 2011 AW46              | 10 de gener de 2011    | Kitt Peak            | Spacewatch        |
| 436416 | 2011 AE59              | 12 de gener de 2011    | Mount Lemmon         | Mt. Lemmon Survey |
| 436417 | 2011 AK60              | 28 de setembre de 2006 | Kitt Peak            | Spacewatch        |
| 436418 | 2011 AM60              | 12 de gener de 2011    | Mount Lemmon         | Mt. Lemmon Survey |
| 436419 | 2011 AG62              | 13 de gener de 2011    | Mount Lemmon         | Mt. Lemmon Survey |
| 436420 | 2011 AE64              | 1 de febrer de 1995    | Kitt Peak            | Spacewatch        |
| 436421 | 2011 AU64              | 17 de setembre de 2006 | Kitt Peak            | Spacewatch        |
| 436422 | 2011 AX65              | 27 de maig de 2008     | Kitt Peak            | Spacewatch        |
| 436423 | 2011 BV1               | 1 de març de 2008      | Kitt Peak            | Spacewatch        |
| 436424 | 2011 BD10              | 29 de març de 2008     | Kitt Peak            | Spacewatch        |
| 436425 | 2011 BT11              | 15 de novembre de 2010 | Mount Lemmon         | Mt. Lemmon Survey |
| 436426 | 2011 BF12              | 5 de novembre de 2010  | Mount Lemmon         | Mt. Lemmon Survey |
| 436427 | 2011 BE17              | 17 de març de 2004     | Kitt Peak            | Spacewatch        |
| 436428 | 2011 BY25              | 14 de setembre de 2006 | Catalina             | CSS               |
| 436429 | 2011 BS27              | 18 de març de 2004     | Socorro              | LINEAR            |
| 436430 | 2011 BA28              | 2 de gener de 2011     | Mount Lemmon         | Mt. Lemmon Survey |
| 436431 | 2011 BW47              | 18 de setembre de 2009 | Kitt Peak            | Spacewatch        |
| 436432 | 2011 BD52              | 15 de març de 2004     | Catalina             | CSS               |
| 436433 | 2011 BK52              | 8 d'abril de 1997      | Kitt Peak            | Spacewatch        |
| 436434 | 2011 BX53              | 30 de gener de 2011    | Mount Lemmon         | Mt. Lemmon Survey |
| 436435 | 2011 BP87              | 15 d'abril de 2004     | Catalina             | CSS               |
| 436436 | 2011 BS88              | 14 de juny de 2005     | Kitt Peak            | Spacewatch        |
| 436437 | 2011 BV97              | 30 d'abril de 2004     | Kitt Peak            | Spacewatch        |
| 436438 | 2011 BU161             | 11 de febrer de 2004   | Kitt Peak            | Spacewatch        |
| 436439 | 2011 CR3               | 12 de febrer de 2004   | Kitt Peak            | Spacewatch        |
| 436440 | 2011 CA8               | 21 de novembre de 2006 | Mount Lemmon         | Mt. Lemmon Survey |
| 436441 | 2011 CD25              | 16 de novembre de 2006 | Kitt Peak            | Spacewatch        |
| 436442 | 2011 CR25              | 24 de gener de 2011    | Mount Lemmon         | Mt. Lemmon Survey |
| 436443 | 2011 CR27              | 13 de gener de 2011    | Kitt Peak            | Spacewatch        |
| 436444 | 2011 CJ44              | 26 d'abril de 2008     | Kitt Peak            | Spacewatch        |
| 436445 | 2011 CG48              | 22 de febrer de 2004   | Kitt Peak            | Spacewatch        |
| 436446 | 2011 CC49              | 13 de gener de 2011    | Kitt Peak            | Spacewatch        |
| 436447 | 2011 CE54              | 17 de març de 2004     | Kitt Peak            | Spacewatch        |
| 436448 | 2011 CZ67              | 16 de febrer de 2004   | Kitt Peak            | Spacewatch        |
| 436449 | 2011 CW69              | 3 d'octubre de 2002    | Socorro              | LINEAR            |
| 436450 | 2011 CQ72              | 29 de març de 2008     | Kitt Peak            | Spacewatch        |
| 436451 | 2011 CT74              | 16 de març de 2007     | Kitt Peak            | Spacewatch        |
| 436452 | 2011 CE79              | 11 de desembre de 2010 | Mount Lemmon         | Mt. Lemmon Survey |
| 436453 | 2011 CD80              | 7 de gener de 2000     | Kitt Peak            | Spacewatch        |
| 436454 | 2011 CQ80              | 13 de desembre de 2006 | Kitt Peak            | Spacewatch        |
| 436455 | 2011 CN86              | 24 de gener de 2011    | Mount Lemmon         | Mt. Lemmon Survey |
| 436456 | 2011 CY88              | 19 d'octubre de 2006   | Catalina             | CSS               |
| 436457 | 2011 CZ88              | 14 de desembre de 2006 | Kitt Peak            | Spacewatch        |
| 436458 | 2011 CE89              | 26 de gener de 2000    | Kitt Peak            | Spacewatch        |
| 436459 | 2011 CL97              | 22 de novembre de 2006 | Mount Lemmon         | Mt. Lemmon Survey |
| 436460 | 2011 CT113             | 27 de novembre de 2006 | Kitt Peak            | Spacewatch        |
| 436461 | 2011 DQ1               | 22 de febrer de 2011   | Kitt Peak            | Spacewatch        |
| 436462 | 2011 DZ1               | 16 d'abril de 2004     | Kitt Peak            | Spacewatch        |
| 436463 | 2011 DV7               | 22 de febrer de 2011   | Kitt Peak            | Spacewatch        |
| 436464 | 2011 DG11              | 18 d'agost de 2009     | Kitt Peak            | Spacewatch        |
| 436465 | 2011 DQ13              | 28 d'agost de 2005     | Kitt Peak            | Spacewatch        |
| 436466 | 2011 DZ14              | 10 de gener de 2007    | Mount Lemmon         | Mt. Lemmon Survey |
| 436467 | 2011 DC17              | 22 de novembre de 2006 | Kitt Peak            | Spacewatch        |
| 436468 | 2011 DK18              | 26 de febrer de 2011   | Kitt Peak            | Spacewatch        |
| 436469 | 2011 DN25              | 12 d'abril de 2004     | Anderson Mesa        | LONEOS            |
| 436470 | 2011 DO28              | 27 d'agost de 2006     | Kitt Peak            | Spacewatch        |
| 436471 | 2011 DT28              | 20 d'agost de 2009     | Kitt Peak            | Spacewatch        |
| 436472 | 2011 DD29              | 3 de març de 2000      | Socorro              | LINEAR            |
| 436473 | 2011 DD42              | 21 d'abril de 2004     | Campo Imperatore     | CINEOS            |
| 436474 | 2011 DB49              | 10 de febrer de 2011   | Catalina             | CSS               |
| 436475 | 2011 EB4               | 4 d'octubre de 2005    | Mount Lemmon         | Mt. Lemmon Survey |
| 436476 | 2011 EV7               | 13 d'abril de 2004     | Kitt Peak            | Spacewatch        |
| 436477 | 2011 EX7               | 10 de gener de 2007    | Mount Lemmon         | Mt. Lemmon Survey |
| 436478 | 2011 EC9               | 18 de març de 2004     | Socorro              | LINEAR            |
| 436479 | 2011 EX12              | 2 de març de 2011      | Kitt Peak            | Spacewatch        |
| 436480 | 2011 EY13              | 22 de febrer de 2011   | Kitt Peak            | Spacewatch        |
| 436481 | 2011 EZ14              | 29 de gener de 2011    | Kitt Peak            | Spacewatch        |
| 436482 | 2011 EK22              | 8 de gener de 2011     | Mount Lemmon         | Mt. Lemmon Survey |
| 436483 | 2011 EO22              | 8 de gener de 2011     | Mount Lemmon         | Mt. Lemmon Survey |
| 436484 | 2011 ES22              | 5 de desembre de 2010  | Mount Lemmon         | Mt. Lemmon Survey |
| 436485 | 2011 EQ24              | 29 d'octubre de 2005   | Kitt Peak            | Spacewatch        |
| 436486 | 2011 EU25              | 5 de març de 2011      | Kitt Peak            | Spacewatch        |
| 436487 | 2011 EX32              | 1 d'octubre de 2005    | Mount Lemmon         | Mt. Lemmon Survey |
| 436488 | 2011 EM35              | 10 de gener de 2007    | Mount Lemmon         | Mt. Lemmon Survey |
| 436489 | 2011 EF36              | 6 de març de 2011      | Kitt Peak            | Spacewatch        |
| 436490 | 2011 EO36              | 6 de març de 2011      | Kitt Peak            | Spacewatch        |
| 436491 | 2011 EF40              | 18 de setembre de 2009 | Kitt Peak            | Spacewatch        |
| 436492 | 2011 EA42              | 25 de febrer de 2011   | Kitt Peak            | Spacewatch        |
| 436493 | 2011 EL42              | 25 de febrer de 2011   | Kitt Peak            | Spacewatch        |
| 436494 | 2011 EX46              | 28 de gener de 2011    | Catalina             | CSS               |
| 436495 | 2011 EB63              | 22 de gener de 2006    | Mount Lemmon         | Mt. Lemmon Survey |
| 436496 | 2011 ET70              | 22 de febrer de 2011   | Kitt Peak            | Spacewatch        |
| 436497 | 2011 EA83              | 6 de maig de 2000      | Kitt Peak            | Spacewatch        |
| 436498 | 2011 EH83              | 6 de març de 2011      | Mount Lemmon         | Mt. Lemmon Survey |
| 436499 | 2011 ET83              | 15 de desembre de 2006 | Kitt Peak            | Spacewatch        |
| 436500 | 2011 FU1               | 17 de febrer de 2007   | Mount Lemmon         | Mt. Lemmon Survey |

## 436501– 436600
| Nom    | Designació provisional | Data de descobriment   | Lloc de descobriment | Descobridor/s     |
| ------ | ---------------------- | ---------------------- | -------------------- | ----------------- |
| 436501 | 2011 FX1               | 18 d'agost de 2009     | Kitt Peak            | Spacewatch        |
| 436502 | 2011 FZ1               | 17 de gener de 2007    | Kitt Peak            | Spacewatch        |
| 436503 | 2011 FN5               | 11 de març de 2007     | Kitt Peak            | Spacewatch        |
| 436504 | 2011 FG7               | 11 de febrer de 2011   | Mount Lemmon         | Mt. Lemmon Survey |
| 436505 | 2011 FO10              | 16 de març de 2007     | Kitt Peak            | Spacewatch        |
| 436506 | 2011 FE12              | 30 de gener de 2011    | Kitt Peak            | Spacewatch        |
| 436507 | 2011 FA17              | 18 de març de 2004     | Kitt Peak            | Spacewatch        |
| 436508 | 2011 FW27              | 27 de gener de 2007    | Kitt Peak            | Spacewatch        |
| 436509 | 2011 FZ29              | 17 de gener de 2007    | Kitt Peak            | Spacewatch        |
| 436510 | 2011 FG36              | 23 de setembre de 2008 | Mount Lemmon         | Mt. Lemmon Survey |
| 436511 | 2011 FJ41              | 21 de novembre de 2006 | Mount Lemmon         | Mt. Lemmon Survey |
| 436512 | 2011 FC45              | 11 de març de 2007     | Kitt Peak            | Spacewatch        |
| 436513 | 2011 FM45              | 1 d'octubre de 2005    | Mount Lemmon         | Mt. Lemmon Survey |
| 436514 | 2011 FP45              | 4 de novembre de 2005  | Kitt Peak            | Spacewatch        |
| 436515 | 2011 FO47              | 10 d'octubre de 2004   | Kitt Peak            | Spacewatch        |
| 436516 | 2011 FA51              | 8 de febrer de 2007    | Kitt Peak            | Spacewatch        |
| 436517 | 2011 FY56              | 29 de setembre de 2005 | Kitt Peak            | Spacewatch        |
| 436518 | 2011 FQ63              | 22 de febrer de 2007   | Catalina             | CSS               |
| 436519 | 2011 FP80              | 17 de febrer de 2007   | Kitt Peak            | Spacewatch        |
| 436520 | 2011 FT82              | 2 de març de 2011      | Kitt Peak            | Spacewatch        |
| 436521 | 2011 FA121             | 13 de setembre de 2005 | Kitt Peak            | Spacewatch        |
| 436522 | 2011 FA126             | 8 de març de 2011      | Kitt Peak            | Spacewatch        |
| 436523 | 2011 FB127             | 26 d'abril de 2007     | Mount Lemmon         | Mt. Lemmon Survey |
| 436524 | 2011 FR127             | 28 de desembre de 2002 | Kitt Peak            | Spacewatch        |
| 436525 | 2011 FS128             | 5 de maig de 2008      | Mount Lemmon         | Mt. Lemmon Survey |
| 436526 | 2011 FJ132             | 20 de gener de 2010    | WISE                 | WISE              |
| 436527 | 2011 FE133             | 22 de novembre de 2006 | Mount Lemmon         | Mt. Lemmon Survey |
| 436528 | 2011 FW133             | 24 de gener de 2007    | Mount Lemmon         | Mt. Lemmon Survey |
| 436529 | 2011 FW140             | 24 de març de 2011     | Kitt Peak            | Spacewatch        |
| 436530 | 2011 FC142             | 27 de març de 2011     | Kitt Peak            | Spacewatch        |
| 436531 | 2011 FD143             | 11 d'abril de 2007     | Kitt Peak            | Spacewatch        |
| 436532 | 2011 FW147             | 27 de març de 2011     | Mount Lemmon         | Mt. Lemmon Survey |
| 436533 | 2011 FD153             | 25 de febrer de 2011   | Kitt Peak            | Spacewatch        |
| 436534 | 2011 FN154             | 8 d'octubre de 2008    | Kitt Peak            | Spacewatch        |
| 436535 | 2011 FO154             | 29 de març de 2011     | Kitt Peak            | Spacewatch        |
| 436536 | 2011 GO3               | 11 de març de 2007     | Kitt Peak            | Spacewatch        |
| 436537 | 2011 GW3               | 21 de febrer de 2007   | Mount Lemmon         | Mt. Lemmon Survey |
| 436538 | 2011 GJ4               | 6 de setembre de 2008  | Mount Lemmon         | Mt. Lemmon Survey |
| 436539 | 2011 GO6               | 2 d'abril de 2011      | Mount Lemmon         | Mt. Lemmon Survey |
| 436540 | 2011 GC28              | 28 d'octubre de 2005   | Mount Lemmon         | Mt. Lemmon Survey |
| 436541 | 2011 GF33              | 23 de novembre de 2009 | Mount Lemmon         | Mt. Lemmon Survey |
| 436542 | 2011 GZ42              | 5 d'abril de 2000      | Socorro              | LINEAR            |
| 436543 | 2011 GK46              | 15 d'octubre de 2001   | Kitt Peak            | Spacewatch        |
| 436544 | 2011 GV46              | 2 d'abril de 2011      | Kitt Peak            | Spacewatch        |
| 436545 | 2011 GZ48              | 13 de març de 2011     | Mount Lemmon         | Mt. Lemmon Survey |
| 436546 | 2011 GY56              | 28 de març de 2011     | Mount Lemmon         | Mt. Lemmon Survey |
| 436547 | 2011 GK58              | 1 de maig de 2003      | Kitt Peak            | Spacewatch        |
| 436548 | 2011 GW69              | 14 d'abril de 2007     | Kitt Peak            | Spacewatch        |
| 436549 | 2011 GE78              | 15 de setembre de 2004 | Kitt Peak            | Spacewatch        |
| 436550 | 2011 GA79              | 6 de febrer de 2007    | Mount Lemmon         | Mt. Lemmon Survey |
| 436551 | 2011 GD83              | 23 d'abril de 2007     | Kitt Peak            | Spacewatch        |
| 436552 | 2011 GR85              | 16 de gener de 2011    | Mount Lemmon         | Mt. Lemmon Survey |
| 436553 | 2011 GV86              | 3 d'abril de 2011      | Haleakala            | Pan-STARRS 1      |
| 436554 | 2011 HF3               | 29 de març de 2010     | WISE                 | WISE              |
| 436555 | 2011 HS5               | 4 de març de 2011      | Mount Lemmon         | Mt. Lemmon Survey |
| 436556 | 2011 HB7               | 13 de maig de 2007     | Mount Lemmon         | Mt. Lemmon Survey |
| 436557 | 2011 HX10              | 17 de febrer de 2007   | Kitt Peak            | Spacewatch        |
| 436558 | 2011 HU14              | 31 de març de 2003     | Kitt Peak            | Spacewatch        |
| 436559 | 2011 HE22              | 19 de març de 1996     | Kitt Peak            | Spacewatch        |
| 436560 | 2011 HB23              | 1 d'abril de 2011      | Mount Lemmon         | Mt. Lemmon Survey |
| 436561 | 2011 HY25              | 12 de desembre de 2004 | Catalina             | CSS               |
| 436562 | 2011 HY27              | 23 de febrer de 2007   | Kitt Peak            | Spacewatch        |
| 436563 | 2011 HJ31              | 16 d'abril de 2007     | Mount Lemmon         | Mt. Lemmon Survey |
| 436564 | 2011 HJ33              | 28 de març de 2011     | Kitt Peak            | Spacewatch        |
| 436565 | 2011 HJ43              | 27 d'abril de 2011     | Kitt Peak            | Spacewatch        |
| 436566 | 2011 HZ44              | 15 d'abril de 2007     | Kitt Peak            | Spacewatch        |
| 436567 | 2011 HL52              | 21 de novembre de 2009 | Mount Lemmon         | Mt. Lemmon Survey |
| 436568 | 2011 HB53              | 29 d'abril de 2011     | Haleakala            | Pan-STARRS 1      |
| 436569 | 2011 HH54              | 29 de març de 2011     | Kitt Peak            | Spacewatch        |
| 436570 | 2011 HP54              | 29 de setembre de 2008 | Mount Lemmon         | Mt. Lemmon Survey |
| 436571 | 2011 HR64              | 7 de desembre de 2005  | Kitt Peak            | Spacewatch        |
| 436572 | 2011 HV65              | 21 de febrer de 2007   | Mount Lemmon         | Mt. Lemmon Survey |
| 436573 | 2011 HL71              | 2 de novembre de 2005  | Mount Lemmon         | Mt. Lemmon Survey |
| 436574 | 2011 HY71              | 26 d'abril de 2011     | Kitt Peak            | Spacewatch        |
| 436575 | 2011 HV77              | 18 de novembre de 2008 | Kitt Peak            | Spacewatch        |
| 436576 | 2011 HR79              | 7 de juny de 2007      | Kitt Peak            | Spacewatch        |
| 436577 | 2011 HZ84              | 22 d'abril de 2011     | Kitt Peak            | Spacewatch        |
| 436578 | 2011 HY91              | 7 de setembre de 2004  | Kitt Peak            | Spacewatch        |
| 436579 | 2011 HF97              | 16 de setembre de 2003 | Kitt Peak            | Spacewatch        |
| 436580 | 2011 HF98              | 29 d'abril de 2011     | Kitt Peak            | Spacewatch        |
| 436581 | 2011 HA99              | 30 d'abril de 2011     | Mount Lemmon         | Mt. Lemmon Survey |
| 436582 | 2011 HF100             | 2 d'abril de 2011      | Kitt Peak            | Spacewatch        |
| 436583 | 2011 HW100             | 21 de novembre de 2008 | Kitt Peak            | Spacewatch        |
| 436584 | 2011 JA2               | 14 de gener de 2011    | Mount Lemmon         | Mt. Lemmon Survey |
| 436585 | 2011 JC7               | 17 de novembre de 2009 | Mount Lemmon         | Mt. Lemmon Survey |
| 436586 | 2011 JQ7               | 6 de maig de 2011      | Kitt Peak            | Spacewatch        |
| 436587 | 2011 JW8               | 28 d'abril de 2011     | Kitt Peak            | Spacewatch        |
| 436588 | 2011 JP10              | 11 de setembre de 2004 | Socorro              | LINEAR            |
| 436589 | 2011 JA21              | 30 d'abril de 2011     | Kitt Peak            | Spacewatch        |
| 436590 | 2011 JG21              | 31 de desembre de 2008 | Mount Lemmon         | Mt. Lemmon Survey |
| 436591 | 2011 JA27              | 24 de setembre de 2008 | Mount Lemmon         | Mt. Lemmon Survey |
| 436592 | 2011 JL27              | 29 de març de 2011     | Kitt Peak            | Spacewatch        |
| 436593 | 2011 JN27              | 8 de novembre de 2008  | Kitt Peak            | Spacewatch        |
| 436594 | 2011 KR2               | 14 de juny de 2007     | Kitt Peak            | Spacewatch        |
| 436595 | 2011 KK3               | 9 de gener de 2006     | Kitt Peak            | Spacewatch        |
| 436596 | 2011 KL3               | 12 d'octubre de 1996   | Kitt Peak            | Spacewatch        |
| 436597 | 2011 KB5               | 6 de juny de 2003      | Kitt Peak            | Spacewatch        |
| 436598 | 2011 KP5               | 15 de març de 2007     | Mount Lemmon         | Mt. Lemmon Survey |
| 436599 | 2011 KE7               | 19 de novembre de 2008 | Catalina             | CSS               |
| 436600 | 2011 KQ8               | 10 d'octubre de 2008   | Mount Lemmon         | Mt. Lemmon Survey |

## 436601– 436700
| Nom    | Designació provisional | Data de descobriment   | Lloc de descobriment | Descobridor/s                        |
| ------ | ---------------------- | ---------------------- | -------------------- | ------------------------------------ |
| 436601 | 2011 KJ10              | 24 de desembre de 2005 | Kitt Peak            | Spacewatch                           |
| 436602 | 2011 KY11              | 11 de novembre de 2004 | Kitt Peak            | Spacewatch                           |
| 436603 | 2011 KF12              | 11 de novembre de 2004 | Kitt Peak            | Spacewatch                           |
| 436604 | 2011 KR17              | 23 de maig de 2011     | Mount Lemmon         | Mt. Lemmon Survey                    |
| 436605 | 2011 KW20              | 7 de gener de 2010     | Mount Lemmon         | Mt. Lemmon Survey                    |
| 436606 | 2011 KD26              | 5 d'octubre de 2007    | Kitt Peak            | Spacewatch                           |
| 436607 | 2011 KH26              | 15 de setembre de 2007 | Kitt Peak            | Spacewatch                           |
| 436608 | 2011 KP26              | 9 de maig de 2007      | Kitt Peak            | Spacewatch                           |
| 436609 | 2011 KC27              | 27 d'octubre de 2008   | Mount Lemmon         | Mt. Lemmon Survey                    |
| 436610 | 2011 KK27              | 11 de maig de 2011     | Kitt Peak            | Spacewatch                           |
| 436611 | 2011 KE32              | 10 de novembre de 2004 | Kitt Peak            | Spacewatch                           |
| 436612 | 2011 KH32              | 10 de maig de 2007     | Mount Lemmon         | Mt. Lemmon Survey                    |
| 436613 | 2011 KK33              | 20 de setembre de 1995 | Kitt Peak            | Spacewatch                           |
| 436614 | 2011 KT33              | 30 de desembre de 2005 | Kitt Peak            | Spacewatch                           |
| 436615 | 2011 KK35              | 24 de setembre de 2008 | Kitt Peak            | Spacewatch                           |
| 436616 | 2011 LC1               | 11 de setembre de 2007 | Catalina             | CSS                                  |
| 436617 | 2011 LE2               | 3 de juny de 2011      | Mount Lemmon         | Mt. Lemmon Survey                    |
| 436618 | 2011 LU2               | 27 de setembre de 2006 | Mount Lemmon         | Mt. Lemmon Survey                    |
| 436619 | 2011 LN9               | 18 d'abril de 2007     | Kitt Peak            | Spacewatch                           |
| 436620 | 2011 LF12              | 1 de novembre de 2008  | Mount Lemmon         | Mt. Lemmon Survey                    |
| 436621 | 2011 LN13              | 3 de juny de 2011      | Mount Lemmon         | Mt. Lemmon Survey                    |
| 436622 | 2011 LO22              | 27 d'abril de 2011     | Mount Lemmon         | Mt. Lemmon Survey                    |
| 436623 | 2011 LQ24              | 30 de setembre de 2009 | Mount Lemmon         | Mt. Lemmon Survey                    |
| 436624 | 2011 MD3               | 25 de juny de 2011     | Mount Lemmon         | Mt. Lemmon Survey                    |
| 436625 | 2011 MX3               | 16 de febrer de 2010   | Mount Lemmon         | Mt. Lemmon Survey                    |
| 436626 | 2011 MP4               | 21 de novembre de 2008 | Kitt Peak            | Spacewatch                           |
| 436627 | 2011 MF5               | 13 de setembre de 2007 | Catalina             | CSS                                  |
| 436628 | 2011 OC2               | 12 de novembre de 2007 | Mount Lemmon         | Mt. Lemmon Survey                    |
| 436629 | 2011 OE2               | 28 d'agost de 2006     | Catalina             | CSS                                  |
| 436630 | 2011 OH20              | 10 de setembre de 2001 | Anderson Mesa        | LONEOS                               |
| 436631 | 2011 OT21              | 18 de març de 2010     | Kitt Peak            | Spacewatch                           |
| 436632 | 2011 OK26              | 29 de març de 2001     | Kitt Peak            | Spacewatch                           |
| 436633 | 2011 OB46              | 15 d'octubre de 2007   | Mount Lemmon         | Mt. Lemmon Survey                    |
| 436634 | 2011 PE7               | 2 d'agost de 2010      | WISE                 | WISE                                 |
| 436635 | 2011 QQ9               | 25 de setembre de 2001 | Socorro              | LINEAR                               |
| 436636 | 2011 QB12              | 18 de gener de 2009    | Mount Lemmon         | Mt. Lemmon Survey                    |
| 436637 | 2011 QC17              | 30 de maig de 2006     | Mount Lemmon         | Mt. Lemmon Survey                    |
| 436638 | 2011 QP17              | 17 de març de 2004     | Kitt Peak            | Spacewatch                           |
| 436639 | 2011 QS18              | 4 d'octubre de 2002    | Socorro              | LINEAR                               |
| 436640 | 2011 QT18              | 26 de setembre de 2006 | Mount Lemmon         | Mt. Lemmon Survey                    |
| 436641 | 2011 QM19              | 31 de maig de 2011     | Mount Lemmon         | Mt. Lemmon Survey                    |
| 436642 | 2011 QG22              | 17 de setembre de 2006 | Kitt Peak            | Spacewatch                           |
| 436643 | 2011 QS23              | 19 d'agost de 2011     | Haleakala            | Pan-STARRS 1                         |
| 436644 | 2011 QG25              | 19 de febrer de 2009   | Kitt Peak            | Spacewatch                           |
| 436645 | 2011 QV26              | 11 d'abril de 2005     | Mount Lemmon         | Mt. Lemmon Survey                    |
| 436646 | 2011 QJ31              | 24 d'agost de 2011     | XuYi                 | PMO NEO Survey Program               |
| 436647 | 2011 QN76              | 30 de setembre de 2006 | Mount Lemmon         | Mt. Lemmon Survey                    |
| 436648 | 2011 QQ80              | 3 de desembre de 2007  | Kitt Peak            | Spacewatch                           |
| 436649 | 2011 QX98              | 29 de juliol de 2010   | WISE                 | WISE                                 |
| 436650 | 2011 RB9               | 13 de maig de 2010     | Kitt Peak            | Spacewatch                           |
| 436651 | 2011 RC10              | 5 de novembre de 2007  | Kitt Peak            | Spacewatch                           |
| 436652 | 2011 RK11              | 14 de setembre de 1998 | Xinglong             | Beijing Schmidt CCD Asteroid Program |
| 436653 | 2011 RV11              | 19 d'abril de 2009     | Mount Lemmon         | Mt. Lemmon Survey                    |
| 436654 | 2011 RR12              | 8 de setembre de 2011  | La Sagra             | OAM                                  |
| 436655 | 2011 RC14              | 10 de març de 2005     | Mount Lemmon         | Mt. Lemmon Survey                    |
| 436656 | 2011 RR14              | 24 de setembre de 2000 | Socorro              | LINEAR                               |
| 436657 | 2011 RG17              | 17 de setembre de 2006 | Kitt Peak            | Spacewatch                           |
| 436658 | 2011 RO18              | 23 de novembre de 2006 | Kitt Peak            | Spacewatch                           |
| 436659 | 2011 SU1               | 29 d'agost de 2005     | Kitt Peak            | Spacewatch                           |
| 436660 | 2011 SF7               | 31 d'octubre de 2006   | Kitt Peak            | Spacewatch                           |
| 436661 | 2011 SX28              | 1 de març de 2010      | WISE                 | WISE                                 |
| 436662 | 2011 SX32              | 19 de juny de 2010     | Mount Lemmon         | Mt. Lemmon Survey                    |
| 436663 | 2011 SF33              | 9 de juny de 2011      | Haleakala            | Pan-STARRS 1                         |
| 436664 | 2011 SZ33              | 17 de març de 2009     | Kitt Peak            | Spacewatch                           |
| 436665 | 2011 ST52              | 21 de març de 2009     | Mount Lemmon         | Mt. Lemmon Survey                    |
| 436666 | 2011 ST54              | 23 d'octubre de 2006   | Mount Lemmon         | Mt. Lemmon Survey                    |
| 436667 | 2011 SR60              | 18 de gener de 2009    | Kitt Peak            | Spacewatch                           |
| 436668 | 2011 SL63              | 15 d'octubre de 2004   | Mount Lemmon         | Mt. Lemmon Survey                    |
| 436669 | 2011 SW66              | 17 de novembre de 2006 | Mount Lemmon         | Mt. Lemmon Survey                    |
| 436670 | 2011 SH69              | 10 d'abril de 2010     | Mount Lemmon         | Mt. Lemmon Survey                    |
| 436671 | 2011 SV71              | 24 de setembre de 2011 | Haleakala            | Pan-STARRS 1                         |
| 436672 | 2011 SQ80              | 23 de novembre de 2006 | Mount Lemmon         | Mt. Lemmon Survey                    |
| 436673 | 2011 SF97              | 13 de gener de 2002    | Kitt Peak            | Spacewatch                           |
| 436674 | 2011 SM100             | 6 de desembre de 2007  | Kitt Peak            | Spacewatch                           |
| 436675 | 2011 SL113             | 9 de setembre de 2011  | Kitt Peak            | Spacewatch                           |
| 436676 | 2011 SJ116             | 20 de febrer de 2009   | Kitt Peak            | Spacewatch                           |
| 436677 | 2011 SG120             | 10 de febrer de 2008   | Mount Lemmon         | Mt. Lemmon Survey                    |
| 436678 | 2011 SU122             | 14 de maig de 2004     | Kitt Peak            | Spacewatch                           |
| 436679 | 2011 SR126             | 20 de setembre de 2011 | Kitt Peak            | Spacewatch                           |
| 436680 | 2011 SC138             | 3 d'octubre de 2006    | Mount Lemmon         | Mt. Lemmon Survey                    |
| 436681 | 2011 SB141             | 4 de març de 2008      | Kitt Peak            | Spacewatch                           |
| 436682 | 2011 SM143             | 14 de maig de 2010     | Mount Lemmon         | Mt. Lemmon Survey                    |
| 436683 | 2011 SX144             | 26 de setembre de 2011 | Kitt Peak            | Spacewatch                           |
| 436684 | 2011 SY147             | 9 de febrer de 2008    | Kitt Peak            | Spacewatch                           |
| 436685 | 2011 SE157             | 16 de novembre de 2006 | Kitt Peak            | Spacewatch                           |
| 436686 | 2011 SL168             | 6 de juliol de 2005    | Kitt Peak            | Spacewatch                           |
| 436687 | 2011 SX180             | 30 de setembre de 2006 | Mount Lemmon         | Mt. Lemmon Survey                    |
| 436688 | 2011 SU185             | 12 de novembre de 2006 | Mount Lemmon         | Mt. Lemmon Survey                    |
| 436689 | 2011 SM194             | 15 de setembre de 2006 | Kitt Peak            | Spacewatch                           |
| 436690 | 2011 SL196             | 18 de setembre de 2011 | Mount Lemmon         | Mt. Lemmon Survey                    |
| 436691 | 2011 SO198             | 20 d'octubre de 2006   | Kitt Peak            | Spacewatch                           |
| 436692 | 2011 SY199             | 15 de setembre de 2006 | Kitt Peak            | Spacewatch                           |
| 436693 | 2011 SE215             | 29 de setembre de 2005 | Mount Lemmon         | Mt. Lemmon Survey                    |
| 436694 | 2011 SR225             | 22 d'abril de 2004     | Kitt Peak            | Spacewatch                           |
| 436695 | 2011 ST247             | 5 de setembre de 2005  | Siding Spring        | Siding Spring Survey                 |
| 436696 | 2011 SF256             | 28 d'agost de 2005     | Kitt Peak            | Spacewatch                           |
| 436697 | 2011 SL256             | 14 de setembre de 2005 | Kitt Peak            | Spacewatch                           |
| 436698 | 2011 SX269             | 2 d'abril de 2009      | Mount Lemmon         | Mt. Lemmon Survey                    |
| 436699 | 2011 SS274             | 21 de febrer de 2010   | WISE                 | WISE                                 |
| 436700 | 2011 SQ275             | 30 de setembre de 2006 | Mount Lemmon         | Mt. Lemmon Survey                    |

## 436701– 436800
| Nom    | Designació provisional | Data de descobriment   | Lloc de descobriment | Descobridor/s        |
| ------ | ---------------------- | ---------------------- | -------------------- | -------------------- |
| 436701 | 2011 ST275             | 16 d'abril de 2010     | WISE                 | WISE                 |
| 436702 | 2011 TZ1               | 31 d'agost de 2000     | Socorro              | LINEAR               |
| 436703 | 2011 TQ4               | 1 de juliol de 2011    | Mount Lemmon         | Mt. Lemmon Survey    |
| 436704 | 2011 TO10              | 30 de març de 2010     | WISE                 | WISE                 |
| 436705 | 2011 TB11              | 3 d'abril de 2010      | WISE                 | WISE                 |
| 436706 | 2011 TZ12              | 4 d'abril de 2010      | WISE                 | WISE                 |
| 436707 | 2011 TW15              | 26 d'octubre de 2000   | Kitt Peak            | Spacewatch           |
| 436708 | 2011 TZ16              | 18 de novembre de 2006 | Kitt Peak            | Spacewatch           |
| 436709 | 2011 UT17              | 10 d'agost de 2005     | Siding Spring        | Siding Spring Survey |
| 436710 | 2011 UY19              | 16 de març de 2009     | Kitt Peak            | Spacewatch           |
| 436711 | 2011 UH46              | 27 d'agost de 2005     | Anderson Mesa        | LONEOS               |
| 436712 | 2011 UM57              | 12 de setembre de 2005 | Kitt Peak            | Spacewatch           |
| 436713 | 2011 UU58              | 14 de desembre de 2006 | Mount Lemmon         | Mt. Lemmon Survey    |
| 436714 | 2011 UC72              | 22 d'abril de 2004     | Kitt Peak            | Spacewatch           |
| 436715 | 2011 UG83              | 19 de novembre de 2006 | Kitt Peak            | Spacewatch           |
| 436716 | 2011 UN97              | 11 de novembre de 2006 | Kitt Peak            | Spacewatch           |
| 436717 | 2011 UV98              | 20 d'octubre de 2011   | Kitt Peak            | Spacewatch           |
| 436718 | 2011 UL101             | 30 de setembre de 2005 | Mount Lemmon         | Mt. Lemmon Survey    |
| 436719 | 2011 UB105             | 17 de novembre de 2006 | Mount Lemmon         | Mt. Lemmon Survey    |
| 436720 | 2011 UN115             | 17 d'octubre de 2006   | Mount Lemmon         | Mt. Lemmon Survey    |
| 436721 | 2011 UM124             | 20 de novembre de 2006 | Mount Lemmon         | Mt. Lemmon Survey    |
| 436722 | 2011 UW127             | 20 d'octubre de 2011   | Mount Lemmon         | Mt. Lemmon Survey    |
| 436723 | 2011 UB155             | 7 de setembre de 2011  | Kitt Peak            | Spacewatch           |
| 436724 | 2011 UW158             | 25 d'octubre de 2011   | Haleakala            | Pan-STARRS 1         |
| 436725 | 2011 UP169             | 31 d'agost de 2005     | Kitt Peak            | Spacewatch           |
| 436726 | 2011 UD170             | 13 de gener de 2008    | Mount Lemmon         | Mt. Lemmon Survey    |
| 436727 | 2011 UB171             | 23 d'octubre de 2006   | Kitt Peak            | Spacewatch           |
| 436728 | 2011 UC177             | 6 d'octubre de 2011    | Mount Lemmon         | Mt. Lemmon Survey    |
| 436729 | 2011 UO178             | 23 de setembre de 2000 | Anderson Mesa        | LONEOS               |
| 436730 | 2011 UL193             | 24 de setembre de 2000 | Kitt Peak            | Spacewatch           |
| 436731 | 2011 UO193             | 20 de novembre de 2001 | Socorro              | LINEAR               |
| 436732 | 2011 UV206             | 21 d'abril de 2004     | Kitt Peak            | Spacewatch           |
| 436733 | 2011 UP271             | 15 de desembre de 2006 | Kitt Peak            | Spacewatch           |
| 436734 | 2011 UG292             | 20 de setembre de 2011 | Kitt Peak            | Spacewatch           |
| 436735 | 2011 UX299             | 2 de desembre de 1994  | Kitt Peak            | Spacewatch           |
| 436736 | 2011 UA328             | 9 de febrer de 2008    | Kitt Peak            | Spacewatch           |
| 436737 | 2011 UN355             | 20 de setembre de 2011 | Kitt Peak            | Spacewatch           |
| 436738 | 2011 UN405             | 20 d'abril de 2010     | WISE                 | WISE                 |
| 436739 | 2011 UK406             | 6 d'agost de 2005      | Siding Spring        | Siding Spring Survey |
| 436740 | 2011 VN9               | 25 de setembre de 2005 | Kitt Peak            | Spacewatch           |
| 436741 | 2011 VN12              | 13 de maig de 2004     | Kitt Peak            | Spacewatch           |
| 436742 | 2011 VG16              | 25 de març de 2010     | WISE                 | WISE                 |
| 436743 | 2011 VL16              | 17 de novembre de 2006 | Kitt Peak            | Spacewatch           |
| 436744 | 2011 VD18              | 19 de desembre de 2003 | Socorro              | LINEAR               |
| 436745 | 2011 WL18              | 13 de juny de 2004     | Kitt Peak            | Spacewatch           |
| 436746 | 2011 WV23              | 19 de maig de 2010     | WISE                 | WISE                 |
| 436747 | 2011 WJ45              | 10 de maig de 2005     | Catalina             | CSS                  |
| 436748 | 2011 WQ69              | 16 de novembre de 2006 | Mount Lemmon         | Mt. Lemmon Survey    |
| 436749 | 2011 WC114             | 6 de juny de 2005      | Kitt Peak            | Spacewatch           |
| 436750 | 2011 WG114             | 17 de desembre de 2001 | Kitt Peak            | Spacewatch           |
| 436751 | 2011 WF116             | 13 de maig de 2005     | Campo Imperatore     | CINEOS               |
| 436752 | 2011 WP136             | 30 de novembre de 2011 | Kitt Peak            | Spacewatch           |
| 436753 | 2011 WS141             | 14 d'abril de 2010     | Mount Lemmon         | Mt. Lemmon Survey    |
| 436754 | 2011 YU11              | 4 de juny de 2006      | Kitt Peak            | Spacewatch           |
| 436755 | 2011 YG13              | 8 de novembre de 2010  | Mount Lemmon         | Mt. Lemmon Survey    |
| 436756 | 2011 YA59              | 15 de desembre de 2010 | Mount Lemmon         | Mt. Lemmon Survey    |
| 436757 | 2011 YT74              | 10 de juny de 2010     | Mount Lemmon         | Mt. Lemmon Survey    |
| 436758 | 2012 AD6               | 18 de gener de 2010    | WISE                 | WISE                 |
| 436759 | 2012 BS62              | 11 d'abril de 2010     | Mount Lemmon         | Mt. Lemmon Survey    |
| 436760 | 2012 BW68              | 28 de gener de 2000    | Kitt Peak            | Spacewatch           |
| 436761 | 2012 DN                | 16 de febrer de 2012   | Haleakala            | Pan-STARRS 1         |
| 436762 | 2012 FP23              | 1 d'octubre de 2005    | Mount Lemmon         | Mt. Lemmon Survey    |
| 436763 | 2012 FN52              | 26 de març de 2012     | Catalina             | CSS                  |
| 436764 | 2012 FB57              | 2 de novembre de 2008  | Mount Lemmon         | Mt. Lemmon Survey    |
| 436765 | 2012 FE81              | 18 de gener de 2009    | Kitt Peak            | Spacewatch           |
| 436766 | 2012 FQ83              | 12 d'abril de 2004     | Socorro              | LINEAR               |
| 436767 | 2012 GW1               | 14 d'abril de 2004     | Kitt Peak            | Spacewatch           |
| 436768 | 2012 HT2               | 19 de febrer de 2009   | Catalina             | CSS                  |
| 436769 | 2012 JQ1               | 28 de març de 2012     | Kitt Peak            | Spacewatch           |
| 436770 | 2012 JV3               | 11 de gener de 2008    | Mount Lemmon         | Mt. Lemmon Survey    |
| 436771 | 2012 JG11              | 12 de maig de 2012     | Mount Lemmon         | Mt. Lemmon Survey    |
| 436772 | 2012 JK32              | 16 de març de 2012     | Mount Lemmon         | Mt. Lemmon Survey    |
| 436773 | 2012 JS64              | 9 d'abril de 2005      | Mount Lemmon         | Mt. Lemmon Survey    |
| 436774 | 2012 KY3               | 16 de maig de 2012     | Catalina             | CSS                  |
| 436775 | 2012 LC1               | 8 de juny de 2012      | Catalina             | CSS                  |
| 436776 | 2012 MK                | 29 d'agost de 2006     | Kitt Peak            | Spacewatch           |
| 436777 | 2012 MQ2               | 15 d'agost de 2005     | Siding Spring        | Siding Spring Survey |
| 436778 | 2012 MZ3               | 7 d'abril de 2008      | Mount Lemmon         | Mt. Lemmon Survey    |
| 436779 | 2012 MY5               | 22 d'octubre de 2006   | Kitt Peak            | Spacewatch           |
| 436780 | 2012 OT                | 12 de març de 2005     | Kitt Peak            | Spacewatch           |
| 436781 | 2012 OZ3               | 14 d'octubre de 2009   | Mount Lemmon         | Mt. Lemmon Survey    |
| 436782 | 2012 PU2               | 27 de gener de 2007    | Mount Lemmon         | Mt. Lemmon Survey    |
| 436783 | 2012 PY4               | 11 de novembre de 2009 | Kitt Peak            | Spacewatch           |
| 436784 | 2012 PE10              | 10 de març de 2007     | Mount Lemmon         | Mt. Lemmon Survey    |
| 436785 | 2012 PT10              | 6 d'octubre de 2005    | Kitt Peak            | Spacewatch           |
| 436786 | 2012 PX14              | 6 de gener de 2006     | Kitt Peak            | Spacewatch           |
| 436787 | 2012 PM17              | 14 de setembre de 2005 | Catalina             | CSS                  |
| 436788 | 2012 PS20              | 19 de setembre de 2003 | Kitt Peak            | Spacewatch           |
| 436789 | 2012 PH30              | 27 de març de 2011     | Mount Lemmon         | Mt. Lemmon Survey    |
| 436790 | 2012 PN30              | 31 d'agost de 2005     | Anderson Mesa        | LONEOS               |
| 436791 | 2012 PS32              | 5 de desembre de 2002  | Socorro              | LINEAR               |
| 436792 | 2012 PM37              | 2 de juny de 2008      | Mount Lemmon         | Mt. Lemmon Survey    |
| 436793 | 2012 PS41              | 28 de setembre de 1994 | Kitt Peak            | Spacewatch           |
| 436794 | 2012 QY10              | 30 de novembre de 2000 | Kitt Peak            | Spacewatch           |
| 436795 | 2012 QW13              | 24 d'octubre de 2008   | Catalina             | CSS                  |
| 436796 | 2012 QF14              | 16 de gener de 2005    | Kitt Peak            | Spacewatch           |
| 436797 | 2012 QG16              | 6 de juliol de 1997    | Caussols             | ODAS                 |
| 436798 | 2012 QL16              | 5 de juliol de 2005    | Kitt Peak            | Spacewatch           |
| 436799 | 2012 QW23              | 14 de setembre de 2005 | Kitt Peak            | Spacewatch           |
| 436800 | 2012 QS27              | 2 de març de 2006      | Kitt Peak            | Spacewatch           |

## 436801– 436900
| Nom    | Designació provisional | Data de descobriment   | Lloc de descobriment | Descobridor/s        |
| ------ | ---------------------- | ---------------------- | -------------------- | -------------------- |
| 436801 | 2012 QW33              | 31 de maig de 2008     | Mount Lemmon         | Mt. Lemmon Survey    |
| 436802 | 2012 QA35              | 24 d'octubre de 2009   | Kitt Peak            | Spacewatch           |
| 436803 | 2012 QE37              | 23 de setembre de 2008 | Kitt Peak            | Spacewatch           |
| 436804 | 2012 QZ37              | 9 de març de 2007      | Mount Lemmon         | Mt. Lemmon Survey    |
| 436805 | 2012 QM40              | 4 d'octubre de 2002    | Socorro              | LINEAR               |
| 436806 | 2012 QK51              | 12 d'octubre de 2005   | Kitt Peak            | Spacewatch           |
| 436807 | 2012 RR2               | 10 de març de 2007     | Mount Lemmon         | Mt. Lemmon Survey    |
| 436808 | 2012 RB4               | 28 de maig de 2008     | Mount Lemmon         | Mt. Lemmon Survey    |
| 436809 | 2012 RF7               | 28 d'octubre de 1994   | Kitt Peak            | Spacewatch           |
| 436810 | 2012 RT7               | 23 d'octubre de 2005   | Catalina             | CSS                  |
| 436811 | 2012 RJ8               | 30 d'abril de 2011     | Mount Lemmon         | Mt. Lemmon Survey    |
| 436812 | 2012 RL14              | 23 d'abril de 2001     | Kitt Peak            | Spacewatch           |
| 436813 | 2012 RU15              | 13 d'octubre de 2005   | Kitt Peak            | Spacewatch           |
| 436814 | 2012 RL16              | 3 de setembre de 2008  | Kitt Peak            | Spacewatch           |
| 436815 | 2012 RZ23              | 14 de setembre de 2012 | Kitt Peak            | Spacewatch           |
| 436816 | 2012 RD24              | 14 de setembre de 2012 | Kitt Peak            | Spacewatch           |
| 436817 | 2012 RK24              | 15 de setembre de 2012 | Mount Lemmon         | Mt. Lemmon Survey    |
| 436818 | 2012 RK26              | 30 de juliol de 2008   | Mount Lemmon         | Mt. Lemmon Survey    |
| 436819 | 2012 RS26              | 18 de setembre de 2001 | Anderson Mesa        | LONEOS               |
| 436820 | 2012 RL27              | 11 de setembre de 2004 | Socorro              | LINEAR               |
| 436821 | 2012 RO27              | 12 de setembre de 2001 | Socorro              | LINEAR               |
| 436822 | 2012 RX27              | 9 d'octubre de 1999    | Kitt Peak            | Spacewatch           |
| 436823 | 2012 RB29              | 13 de maig de 2004     | Kitt Peak            | Spacewatch           |
| 436824 | 2012 RO33              | 13 d'agost de 2012     | Kitt Peak            | Spacewatch           |
| 436825 | 2012 RM34              | 15 de setembre de 2012 | Kitt Peak            | Spacewatch           |
| 436826 | 2012 RX35              | 5 de desembre de 2008  | Kitt Peak            | Spacewatch           |
| 436827 | 2012 RB36              | 22 d'abril de 2007     | Mount Lemmon         | Mt. Lemmon Survey    |
| 436828 | 2012 RZ36              | 31 de desembre de 2005 | Kitt Peak            | Spacewatch           |
| 436829 | 2012 SX3               | 10 d'agost de 2007     | Kitt Peak            | Spacewatch           |
| 436830 | 2012 SZ4               | 1 d'octubre de 2008    | Kitt Peak            | Spacewatch           |
| 436831 | 2012 SK7               | 17 de febrer de 2010   | Kitt Peak            | Spacewatch           |
| 436832 | 2012 SM7               | 15 de setembre de 2012 | Catalina             | CSS                  |
| 436833 | 2012 SH9               | 17 de març de 2010     | Kitt Peak            | Spacewatch           |
| 436834 | 2012 SJ9               | 23 d'octubre de 2003   | Kitt Peak            | Spacewatch           |
| 436835 | 2012 SD10              | 21 d'octubre de 1995   | Kitt Peak            | Spacewatch           |
| 436836 | 2012 SZ11              | 5 d'abril de 2011      | Mount Lemmon         | Mt. Lemmon Survey    |
| 436837 | 2012 SL12              | 17 de setembre de 2012 | Kitt Peak            | Spacewatch           |
| 436838 | 2012 SO12              | 7 de setembre de 2008  | Mount Lemmon         | Mt. Lemmon Survey    |
| 436839 | 2012 SW12              | 1 de setembre de 1998  | Kitt Peak            | Spacewatch           |
| 436840 | 2012 SA13              | 17 de setembre de 2012 | Kitt Peak            | Spacewatch           |
| 436841 | 2012 SF16              | 24 d'octubre de 2003   | Kitt Peak            | Spacewatch           |
| 436842 | 2012 SX16              | 15 de setembre de 2006 | Kitt Peak            | Spacewatch           |
| 436843 | 2012 SQ18              | 22 de setembre de 2003 | Kitt Peak            | Spacewatch           |
| 436844 | 2012 SC19              | 15 de setembre de 2007 | Kitt Peak            | Spacewatch           |
| 436845 | 2012 SF19              | 17 de setembre de 2012 | Kitt Peak            | Spacewatch           |
| 436846 | 2012 SA21              | 16 de febrer de 2010   | Kitt Peak            | Spacewatch           |
| 436847 | 2012 SS23              | 24 d'abril de 2006     | Kitt Peak            | Spacewatch           |
| 436848 | 2012 SH26              | 27 de setembre de 2003 | Kitt Peak            | Spacewatch           |
| 436849 | 2012 SJ26              | 1 d'octubre de 2008    | Kitt Peak            | Spacewatch           |
| 436850 | 2012 SZ26              | 14 d'octubre de 2001   | Kitt Peak            | Spacewatch           |
| 436851 | 2012 SU27              | 30 de setembre de 2003 | Kitt Peak            | Spacewatch           |
| 436852 | 2012 SC33              | 26 d'octubre de 2005   | Kitt Peak            | Spacewatch           |
| 436853 | 2012 SA36              | 23 de setembre de 2008 | Mount Lemmon         | Mt. Lemmon Survey    |
| 436854 | 2012 SH48              | 27 de febrer de 2006   | Kitt Peak            | Spacewatch           |
| 436855 | 2012 SF49              | 23 de setembre de 2012 | Mount Lemmon         | Mt. Lemmon Survey    |
| 436856 | 2012 SW50              | 4 d'octubre de 1996    | Kitt Peak            | Spacewatch           |
| 436857 | 2012 SB51              | 23 de setembre de 2008 | Kitt Peak            | Spacewatch           |
| 436858 | 2012 SC51              | 16 de setembre de 2012 | Kitt Peak            | Spacewatch           |
| 436859 | 2012 SR58              | 28 de desembre de 2005 | Mount Lemmon         | Mt. Lemmon Survey    |
| 436860 | 2012 SB59              | 31 d'agost de 2005     | Kitt Peak            | Spacewatch           |
| 436861 | 2012 SE59              | 18 de novembre de 2001 | Socorro              | LINEAR               |
| 436862 | 2012 SA60              | 19 de novembre de 2003 | Anderson Mesa        | LONEOS               |
| 436863 | 2012 SK60              | 4 d'octubre de 1994    | Kitt Peak            | Spacewatch           |
| 436864 | 2012 SX63              | 17 de desembre de 2003 | Kitt Peak            | Spacewatch           |
| 436865 | 2012 TL6               | 22 d'octubre de 2005   | Kitt Peak            | Spacewatch           |
| 436866 | 2012 TZ10              | 6 d'octubre de 2012    | Mount Lemmon         | Mt. Lemmon Survey    |
| 436867 | 2012 TU11              | 1 de novembre de 2008  | Mount Lemmon         | Mt. Lemmon Survey    |
| 436868 | 2012 TX13              | 13 d'octubre de 1999   | Socorro              | LINEAR               |
| 436869 | 2012 TJ14              | 6 de juliol de 2005    | Siding Spring        | Siding Spring Survey |
| 436870 | 2012 TZ15              | 12 d'octubre de 2007   | Mount Lemmon         | Mt. Lemmon Survey    |
| 436871 | 2012 TF18              | 21 de setembre de 2008 | Mount Lemmon         | Mt. Lemmon Survey    |
| 436872 | 2012 TP19              | 22 d'octubre de 2005   | Kitt Peak            | Spacewatch           |
| 436873 | 2012 TQ21              | 1 d'octubre de 2003    | Kitt Peak            | Spacewatch           |
| 436874 | 2012 TL22              | 6 d'octubre de 1999    | Socorro              | LINEAR               |
| 436875 | 2012 TA23              | 6 d'octubre de 2008    | Mount Lemmon         | Mt. Lemmon Survey    |
| 436876 | 2012 TH23              | 8 d'octubre de 2012    | Mount Lemmon         | Mt. Lemmon Survey    |
| 436877 | 2012 TK23              | 19 de juny de 2004     | Kitt Peak            | Spacewatch           |
| 436878 | 2012 TP24              | 6 d'octubre de 2008    | Kitt Peak            | Spacewatch           |
| 436879 | 2012 TC25              | 16 de setembre de 2003 | Kitt Peak            | Spacewatch           |
| 436880 | 2012 TM26              | 4 de desembre de 2005  | Kitt Peak            | Spacewatch           |
| 436881 | 2012 TZ26              | 6 d'octubre de 2012    | Mount Lemmon         | Mt. Lemmon Survey    |
| 436882 | 2012 TP28              | 28 de setembre de 2003 | Kitt Peak            | Spacewatch           |
| 436883 | 2012 TT28              | 15 de setembre de 2007 | Kitt Peak            | Spacewatch           |
| 436884 | 2012 TG30              | 9 d'abril de 2010      | Mount Lemmon         | Mt. Lemmon Survey    |
| 436885 | 2012 TL30              | 23 de setembre de 2008 | Kitt Peak            | Spacewatch           |
| 436886 | 2012 TQ30              | 30 de juliol de 2008   | Mount Lemmon         | Mt. Lemmon Survey    |
| 436887 | 2012 TS30              | 16 de setembre de 2003 | Kitt Peak            | Spacewatch           |
| 436888 | 2012 TO33              | 6 d'octubre de 2012    | Mount Lemmon         | Mt. Lemmon Survey    |
| 436889 | 2012 TC34              | 24 de març de 2006     | Mount Lemmon         | Mt. Lemmon Survey    |
| 436890 | 2012 TX34              | 20 de febrer de 2009   | Catalina             | CSS                  |
| 436891 | 2012 TT40              | 7 d'abril de 2010      | WISE                 | WISE                 |
| 436892 | 2012 TQ41              | 8 d'octubre de 2012    | Mount Lemmon         | Mt. Lemmon Survey    |
| 436893 | 2012 TG50              | 22 de desembre de 2008 | Kitt Peak            | Spacewatch           |
| 436894 | 2012 TV50              | 20 d'octubre de 2008   | Mount Lemmon         | Mt. Lemmon Survey    |
| 436895 | 2012 TO51              | 23 d'agost de 2007     | Kitt Peak            | Spacewatch           |
| 436896 | 2012 TQ53              | 22 de setembre de 2003 | Kitt Peak            | Spacewatch           |
| 436897 | 2012 TZ54              | 15 de desembre de 2004 | Kitt Peak            | Spacewatch           |
| 436898 | 2012 TW55              | 15 de setembre de 2012 | Kitt Peak            | Spacewatch           |
| 436899 | 2012 TN64              | 26 d'octubre de 2008}  | Kitt Peak            | Spacewatch           |
| 436900 | 2012 TW67              | 28 d'agost de 2012     | Mount Lemmon         | Mt. Lemmon Survey    |

## 436901– 437000
| Nom    | Designació provisional | Data de descobriment   | Lloc de descobriment | Descobridor/s                        |
| ------ | ---------------------- | ---------------------- | -------------------- | ------------------------------------ |
| 436901 | 2012 TB68              | 30 de març de 2011     | Mount Lemmon         | Mt. Lemmon Survey                    |
| 436902 | 2012 TD69              | 8 d'octubre de 2012    | Mount Lemmon         | Mt. Lemmon Survey                    |
| 436903 | 2012 TP70              | 25 de juliol de 2006   | Mount Lemmon         | Mt. Lemmon Survey                    |
| 436904 | 2012 TQ71              | 16 de novembre de 2003 | Kitt Peak            | Spacewatch                           |
| 436905 | 2012 TS71              | 28 de setembre de 2003 | Kitt Peak            | Spacewatch                           |
| 436906 | 2012 TG74              | 5 de setembre de 2007  | Mount Lemmon         | Mt. Lemmon Survey                    |
| 436907 | 2012 TG77              | 19 d'octubre de 2006   | Catalina             | CSS                                  |
| 436908 | 2012 TA80              | 29 de setembre de 1997 | Kitt Peak            | Spacewatch                           |
| 436909 | 2012 TD81              | 9 d'octubre de 2007    | Kitt Peak            | Spacewatch                           |
| 436910 | 2012 TA82              | 5 de maig de 2010      | Mount Lemmon         | Mt. Lemmon Survey                    |
| 436911 | 2012 TP82              | 19 de setembre de 2003 | Kitt Peak            | Spacewatch                           |
| 436912 | 2012 TC87              | 24 de desembre de 2005 | Kitt Peak            | Spacewatch                           |
| 436913 | 2012 TD88              | 13 de setembre de 2007 | Mount Lemmon         | Mt. Lemmon Survey                    |
| 436914 | 2012 TA90              | 1 de novembre de 2008  | Mount Lemmon         | Mt. Lemmon Survey                    |
| 436915 | 2012 TR93              | 13 de març de 2011     | Mount Lemmon         | Mt. Lemmon Survey                    |
| 436916 | 2012 TY95              | 16 de setembre de 2012 | Kitt Peak            | Spacewatch                           |
| 436917 | 2012 TG96              | 22 de setembre de 2008 | Kitt Peak            | Spacewatch                           |
| 436918 | 2012 TH96              | 8 d'octubre de 2012    | Kitt Peak            | Spacewatch                           |
| 436919 | 2012 TE97              | 4 de setembre de 2008  | Kitt Peak            | Spacewatch                           |
| 436920 | 2012 TZ97              | 4 d'octubre de 1997    | Kitt Peak            | Spacewatch                           |
| 436921 | 2012 TX99              | 21 d'octubre de 2008   | Kitt Peak            | Spacewatch                           |
| 436922 | 2012 TR100             | 15 d'agost de 1993     | Kitt Peak            | Spacewatch                           |
| 436923 | 2012 TA101             | 21 d'octubre de 2003   | Kitt Peak            | Spacewatch                           |
| 436924 | 2012 TW102             | 29 de setembre de 2005 | Kitt Peak            | Spacewatch                           |
| 436925 | 2012 TA104             | 15 de setembre de 2007 | Mount Lemmon         | Mt. Lemmon Survey                    |
| 436926 | 2012 TM105             | 9 d'octubre de 2012    | Mount Lemmon         | Mt. Lemmon Survey                    |
| 436927 | 2012 TV108             | 10 d'octubre de 2012   | Mount Lemmon         | Mt. Lemmon Survey                    |
| 436928 | 2012 TE111             | 21 de setembre de 2012 | Kitt Peak            | Spacewatch                           |
| 436929 | 2012 TT112             | 10 d'octubre de 2007   | Mount Lemmon         | Mt. Lemmon Survey                    |
| 436930 | 2012 TE116             | 21 de setembre de 2012 | Kitt Peak            | Spacewatch                           |
| 436931 | 2012 TG116             | 1 d'octubre de 2003    | Kitt Peak            | Spacewatch                           |
| 436932 | 2012 TJ120             | 7 de desembre de 2008  | Mount Lemmon         | Mt. Lemmon Survey                    |
| 436933 | 2012 TC125             | 28 de maig de 2003     | Kitt Peak            | Spacewatch                           |
| 436934 | 2012 TF125             | 20 de novembre de 2001 | Socorro              | LINEAR                               |
| 436935 | 2012 TO125             | 25 de desembre de 2005 | Kitt Peak            | Spacewatch                           |
| 436936 | 2012 TB127             | 11 d'abril de 2005     | Mount Lemmon         | Mt. Lemmon Survey                    |
| 436937 | 2012 TE130             | 27 de setembre de 2003 | Kitt Peak            | Spacewatch                           |
| 436938 | 2012 TK131             | 8 d'octubre de 2012    | Mount Lemmon         | Mt. Lemmon Survey                    |
| 436939 | 2012 TS131             | 18 d'agost de 2007     | XuYi                 | PMO NEO Survey Program               |
| 436940 | 2012 TU131             | 21 d'octubre de 2003   | Kitt Peak            | Spacewatch                           |
| 436941 | 2012 TE133             | 15 de març de 2004     | Kitt Peak            | Spacewatch                           |
| 436942 | 2012 TO133             | 8 d'octubre de 2008    | Mount Lemmon         | Mt. Lemmon Survey                    |
| 436943 | 2012 TX135             | 18 de març de 2010     | Mount Lemmon         | Mt. Lemmon Survey                    |
| 436944 | 2012 TZ135             | 3 de novembre de 2008  | Kitt Peak            | Spacewatch                           |
| 436945 | 2012 TE138             | 10 d'octubre de 2004   | Kitt Peak            | Spacewatch                           |
| 436946 | 2012 TO138             | 29 d'octubre de 2008   | Kitt Peak            | Spacewatch                           |
| 436947 | 2012 TK140             | 30 d'octubre de 2005   | Catalina             | CSS                                  |
| 436948 | 2012 TO142             | 11 de setembre de 2012 | Siding Spring        | Siding Spring Survey                 |
| 436949 | 2012 TE147             | 4 d'agost de 2008      | Siding Spring        | Siding Spring Survey                 |
| 436950 | 2012 TW148             | 25 de setembre de 2012 | Catalina             | CSS                                  |
| 436951 | 2012 TO149             | 16 d'octubre de 2001   | Kitt Peak            | Spacewatch                           |
| 436952 | 2012 TT149             | 4 de desembre de 2007  | Mount Lemmon         | Mt. Lemmon Survey                    |
| 436953 | 2012 TW151             | 24 de maig de 2011     | Mount Lemmon         | Mt. Lemmon Survey                    |
| 436954 | 2012 TC152             | 13 de setembre de 2007 | Mount Lemmon         | Mt. Lemmon Survey                    |
| 436955 | 2012 TD152             | 13 de setembre de 2007 | Mount Lemmon         | Mt. Lemmon Survey                    |
| 436956 | 2012 TS153             | 17 de setembre de 2012 | Kitt Peak            | Spacewatch                           |
| 436957 | 2012 TC155             | 1 d'octubre de 2003    | Kitt Peak            | Spacewatch                           |
| 436958 | 2012 TE157             | 27 de gener de 2010    | WISE                 | WISE                                 |
| 436959 | 2012 TE158             | 26 d'octubre de 2008   | Mount Lemmon         | Mt. Lemmon Survey                    |
| 436960 | 2012 TQ158             | 14 d'octubre de 2007   | Mount Lemmon         | Mt. Lemmon Survey                    |
| 436961 | 2012 TB159             | 20 de febrer de 2009   | Kitt Peak            | Spacewatch                           |
| 436962 | 2012 TX161             | 13 de setembre de 2007 | Mount Lemmon         | Mt. Lemmon Survey                    |
| 436963 | 2012 TL168             | 6 de desembre de 2005  | Kitt Peak            | Spacewatch                           |
| 436964 | 2012 TK169             | 25 de juny de 2010     | WISE                 | WISE                                 |
| 436965 | 2012 TU170             | 11 d'abril de 2010     | Kitt Peak            | Spacewatch                           |
| 436966 | 2012 TR172             | 12 de març de 2010     | Kitt Peak            | Spacewatch                           |
| 436967 | 2012 TT173             | 28 d'agost de 2006     | Kitt Peak            | Spacewatch                           |
| 436968 | 2012 TY173             | 2 d'octubre de 2008    | Kitt Peak            | Spacewatch                           |
| 436969 | 2012 TW174             | 7 de novembre de 2007  | Kitt Peak            | Spacewatch                           |
| 436970 | 2012 TZ174             | 22 d'octubre de 2003   | Kitt Peak            | Spacewatch                           |
| 436971 | 2012 TH175             | 11 de setembre de 2007 | Mount Lemmon         | Mt. Lemmon Survey                    |
| 436972 | 2012 TC176             | 26 d'abril de 2000     | Kitt Peak            | Spacewatch                           |
| 436973 | 2012 TN179             | 5 de setembre de 2008  | Kitt Peak            | Spacewatch                           |
| 436974 | 2012 TU184             | 6 de maig de 2010      | Mount Lemmon         | Mt. Lemmon Survey                    |
| 436975 | 2012 TV186             | 9 d'octubre de 2012    | Mount Lemmon         | Mt. Lemmon Survey                    |
| 436976 | 2012 TH189             | 10 d'octubre de 2012   | Kitt Peak            | Spacewatch                           |
| 436977 | 2012 TM189             | 23 d'abril de 2007     | Kitt Peak            | Spacewatch                           |
| 436978 | 2012 TO194             | 4 de novembre de 2005  | Kitt Peak            | Spacewatch                           |
| 436979 | 2012 TW196             | 20 de setembre de 2006 | Kitt Peak            | Spacewatch                           |
| 436980 | 2012 TH198             | 19 de novembre de 2008 | Mount Lemmon         | Mt. Lemmon Survey                    |
| 436981 | 2012 TN199             | 4 d'octubre de 2007    | Kitt Peak            | Spacewatch                           |
| 436982 | 2012 TO199             | 4 de novembre de 2005  | Kitt Peak            | Spacewatch                           |
| 436983 | 2012 TH202             | 26 d'octubre de 2005   | Kitt Peak            | Spacewatch                           |
| 436984 | 2012 TW202             | 19 de desembre de 2009 | Mount Lemmon         | Mt. Lemmon Survey                    |
| 436985 | 2012 TP206             | 15 de setembre de 2006 | Kitt Peak            | Spacewatch                           |
| 436986 | 2012 TZ207             | 21 de desembre de 2008 | Kitt Peak            | Spacewatch                           |
| 436987 | 2012 TH208             | 20 de febrer de 2009   | Mount Lemmon         | Mt. Lemmon Survey                    |
| 436988 | 2012 TJ208             | 11 d'octubre de 2012   | Kitt Peak            | Spacewatch                           |
| 436989 | 2012 TW211             | 20 d'octubre de 1997   | Xinglong             | Beijing Schmidt CCD Asteroid Program |
| 436990 | 2012 TH214             | 17 d'octubre de 2003   | Kitt Peak            | Spacewatch                           |
| 436991 | 2012 TQ214             | 26 de gener de 2010    | WISE                 | WISE                                 |
| 436992 | 2012 TW215             | 23 de desembre de 2001 | Kitt Peak            | Spacewatch                           |
| 436993 | 2012 TG216             | 18 d'octubre de 2003   | Kitt Peak            | Spacewatch                           |
| 436994 | 2012 TB217             | 22 de setembre de 2003 | Kitt Peak            | Spacewatch                           |
| 436995 | 2012 TP217             | 12 d'octubre de 2005   | Kitt Peak            | Spacewatch                           |
| 436996 | 2012 TV217             | 26 de setembre de 2008 | Kitt Peak            | Spacewatch                           |
| 436997 | 2012 TL219             | 15 de setembre de 2012 | Kitt Peak            | Spacewatch                           |
| 436998 | 2012 TC220             | 10 d'agost de 2007     | Kitt Peak            | Spacewatch                           |
| 436999 | 2012 TV220             | 24 de setembre de 2008 | Kitt Peak            | Spacewatch                           |
| 437000 | 2012 TZ220             | 18 d'octubre de 2003   | Kitt Peak            | Spacewatch                           |